# Verde
Il verde è uno dei colori dello spettro percepibile dall'occhio umano, molto comune in natura e classificato come "colore freddo". Il colore verde ha una lunghezza d'onda intermedia rispetto agli altri colori visibili, tra 520 e 565 nanometri.
È uno dei tre colori primari additivi utilizzati nella codifica RGB. A seconda della particolare gradazione di verde considerata, il suo colore complementare è il magenta.

## Etimologia
Dal punto di vista etimologico, la parola "verde" deriva dal latino virĭdis, corradicale del verbo virere, "essere verde".

## In natura
Il colore verde si trova in natura in molti minerali e rocce, tra cui l'ambra verde, alcuni tipi di quarzo, lo smeraldo, la malachite e l'olivina. Esistono anche marmi verdi (ad esempio il marmo verde di Prato e il marmo verde di Taormina).

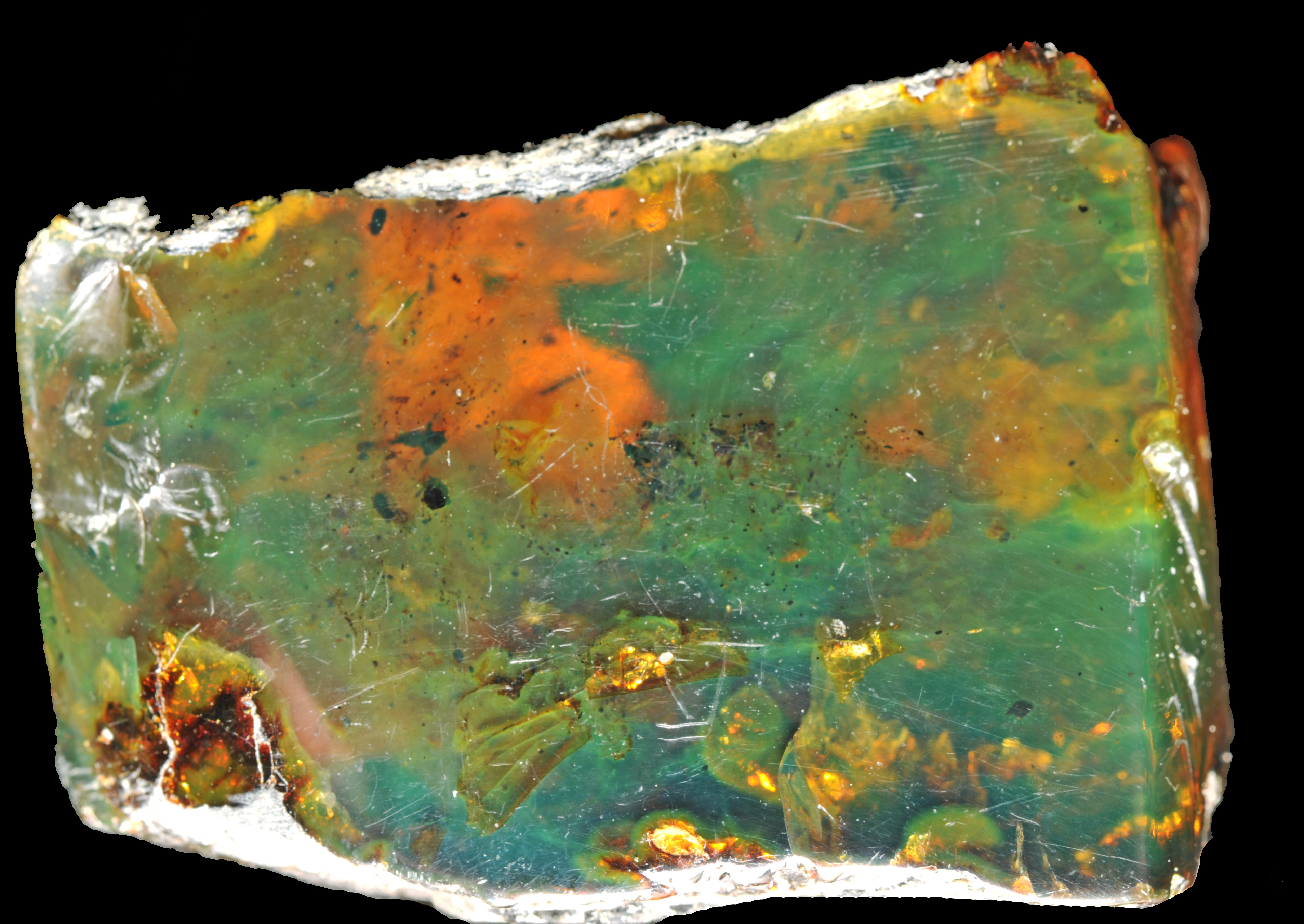
Ambra verde
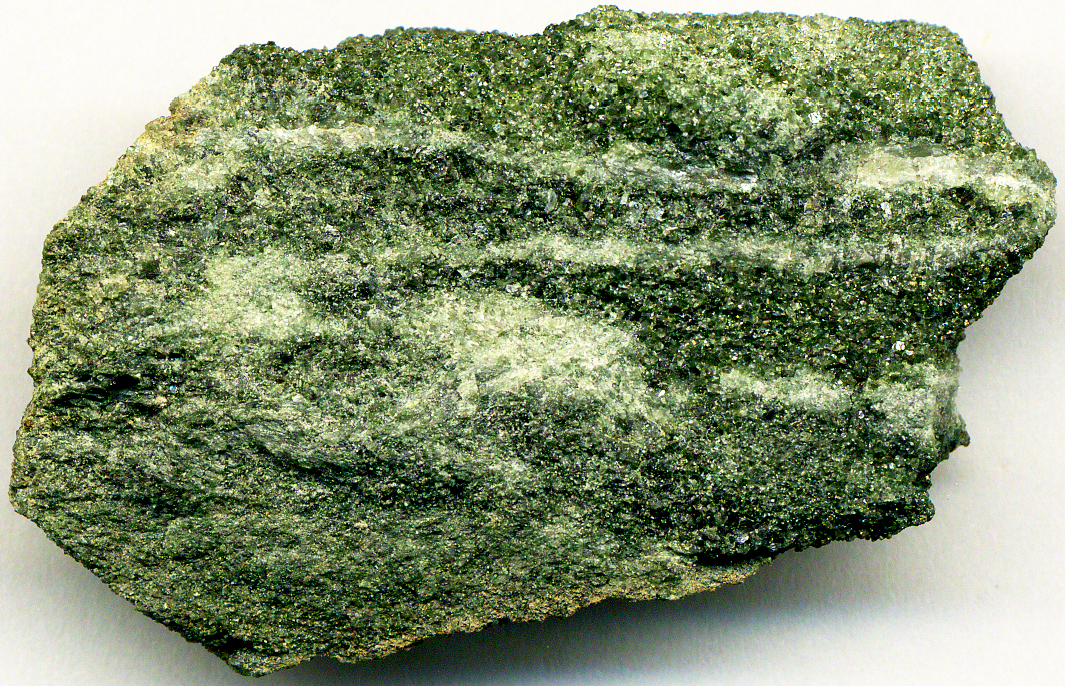
Anfibolite di colore verde
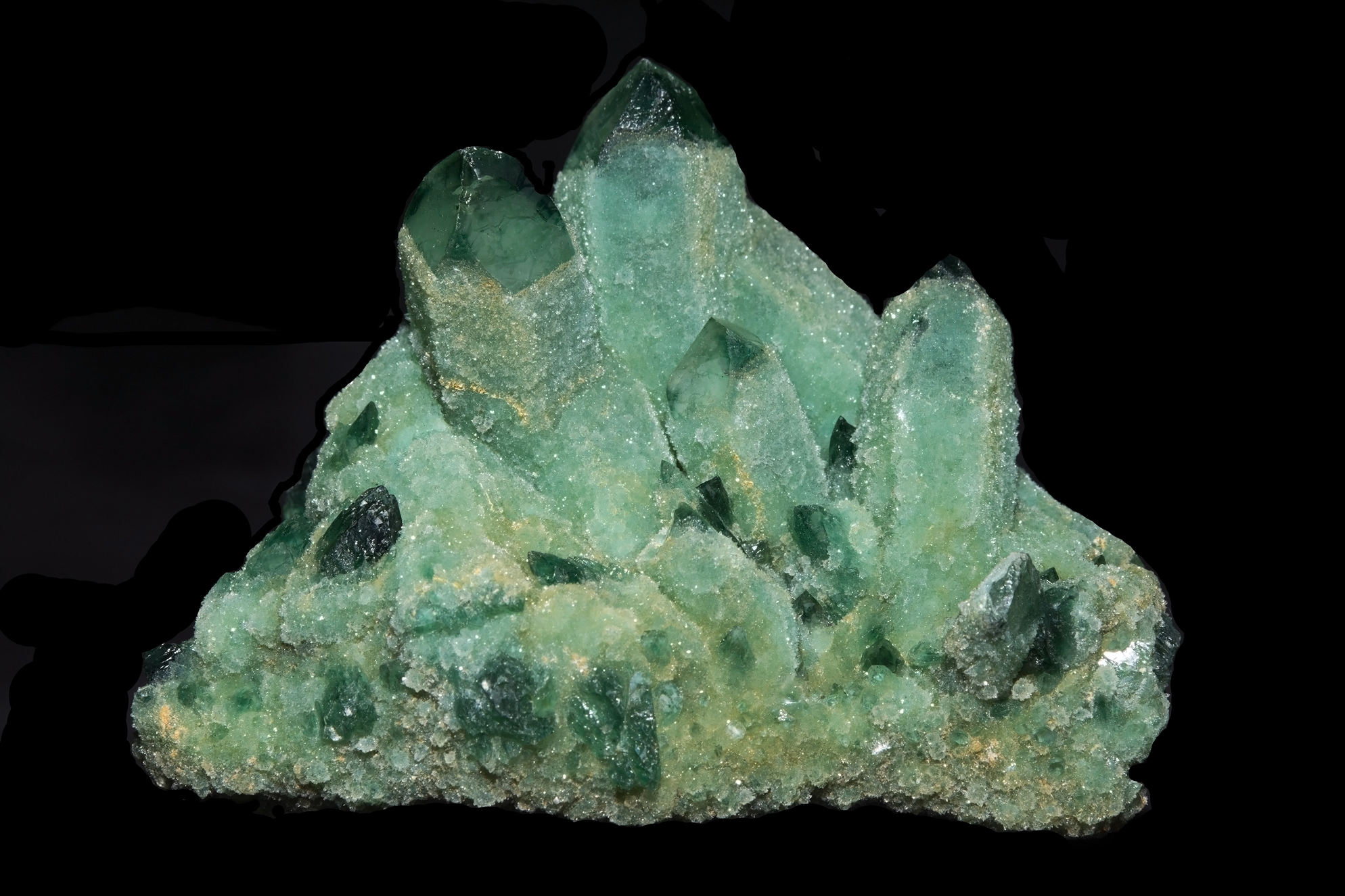
Quarzo verde
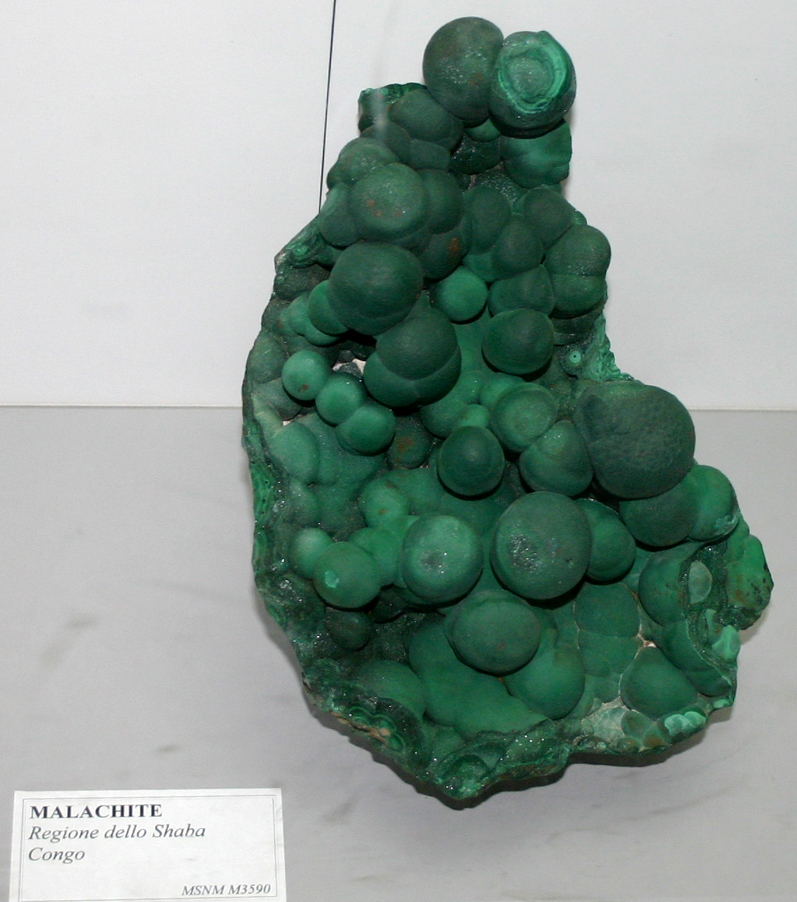
Malachite
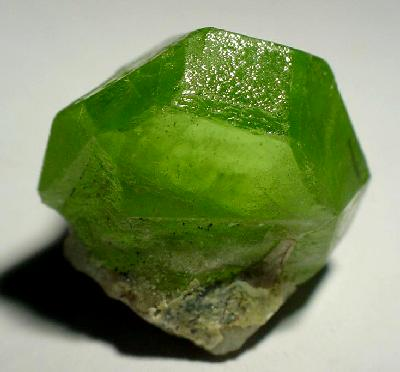
Olivina
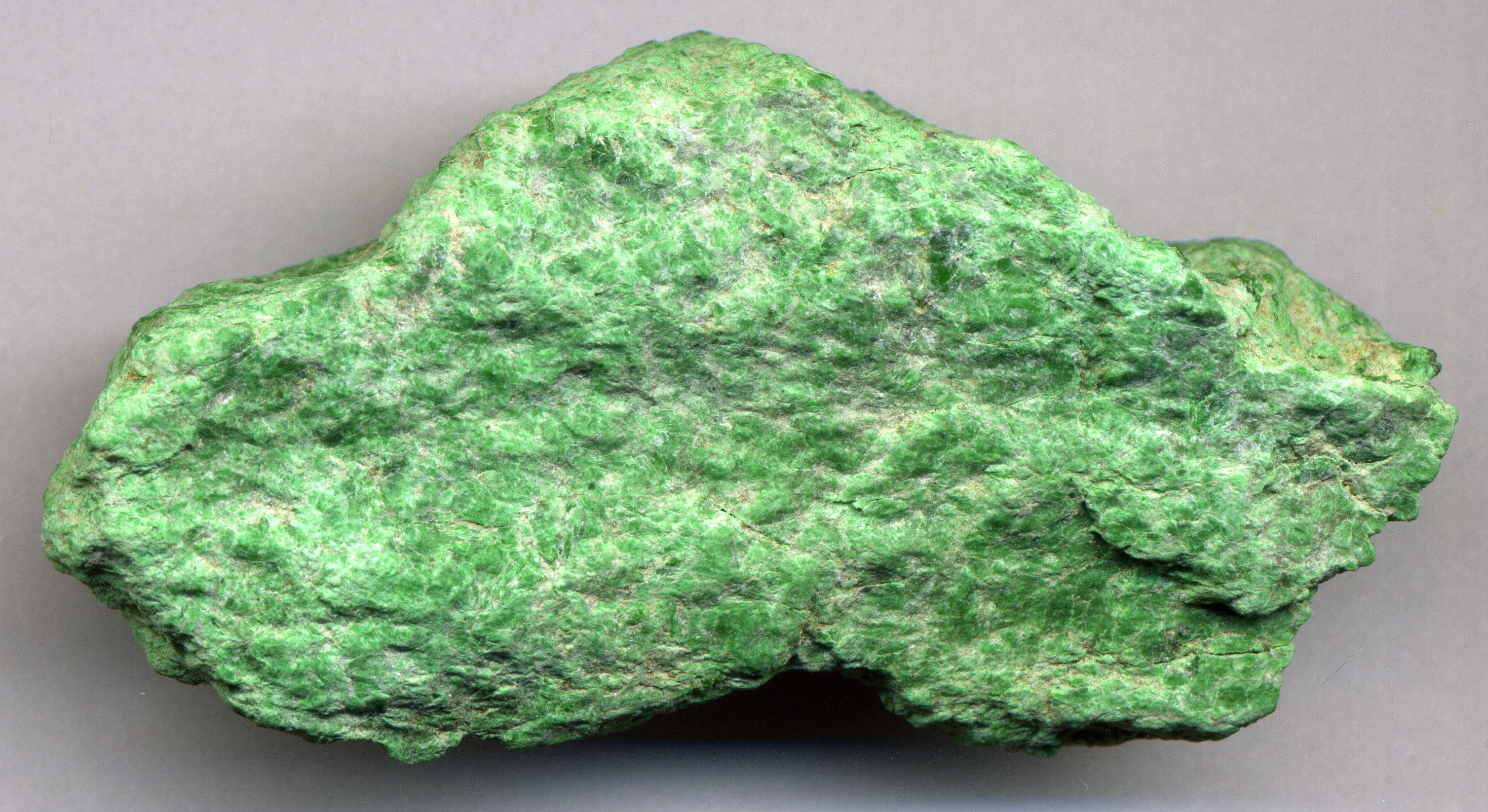
Giada
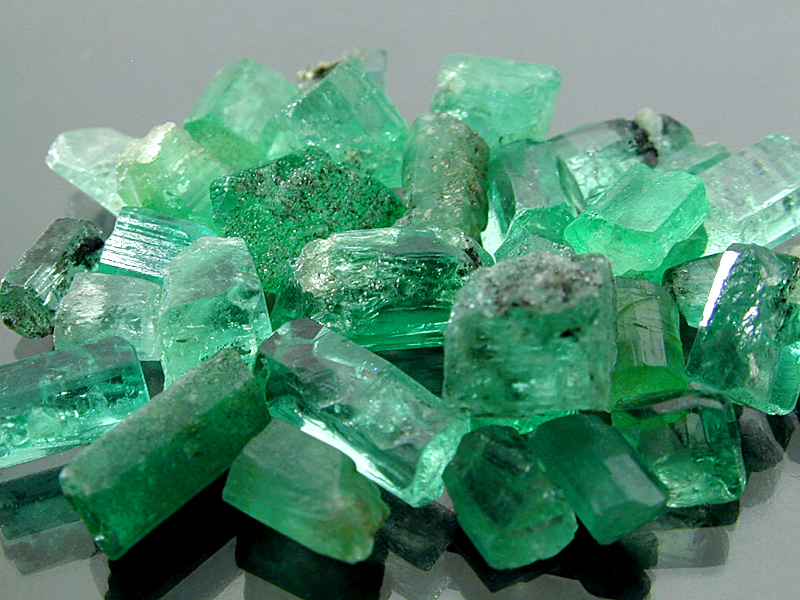
Smeraldo
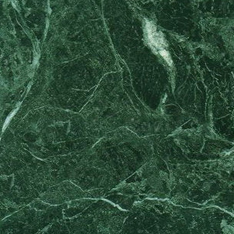
Marmo verde

Le piante sono verdi dal momento che la clorofilla assorbe le lunghezze d'onda della luce complementari del verde. Altre sostanze che impartiscono ai vegetali il colore verde sono i glucosinolati e il ferro.
In particolare il colore verde appare nelle foglie, nei frutti (soprattutto se acerbi) e in altre parti delle piante (ad esempio sepali, steli, semi ancora non maturi e anche molti fiori, come l'elleboro). Esempi di vegetali e frutti verdi commestibili sono il cavolo, gli asparagi, il basilico, il prezzemolo, i cetrioli, la lattuga, le zucchine, l'uva, il lime, molti tipi di mele e il kiwi.
Sono di colore verde anche molte specie di funghi.

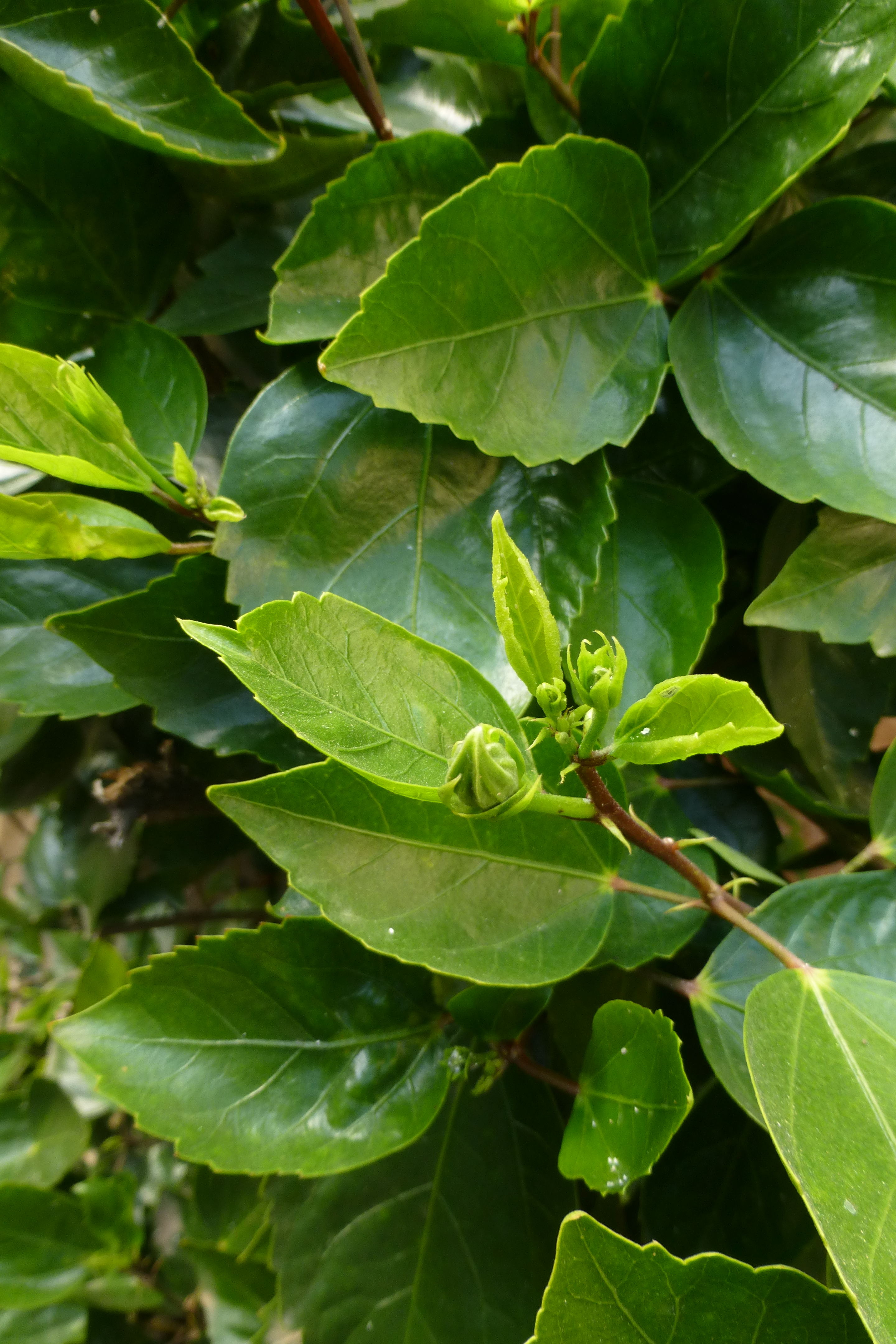
Foglie verdi
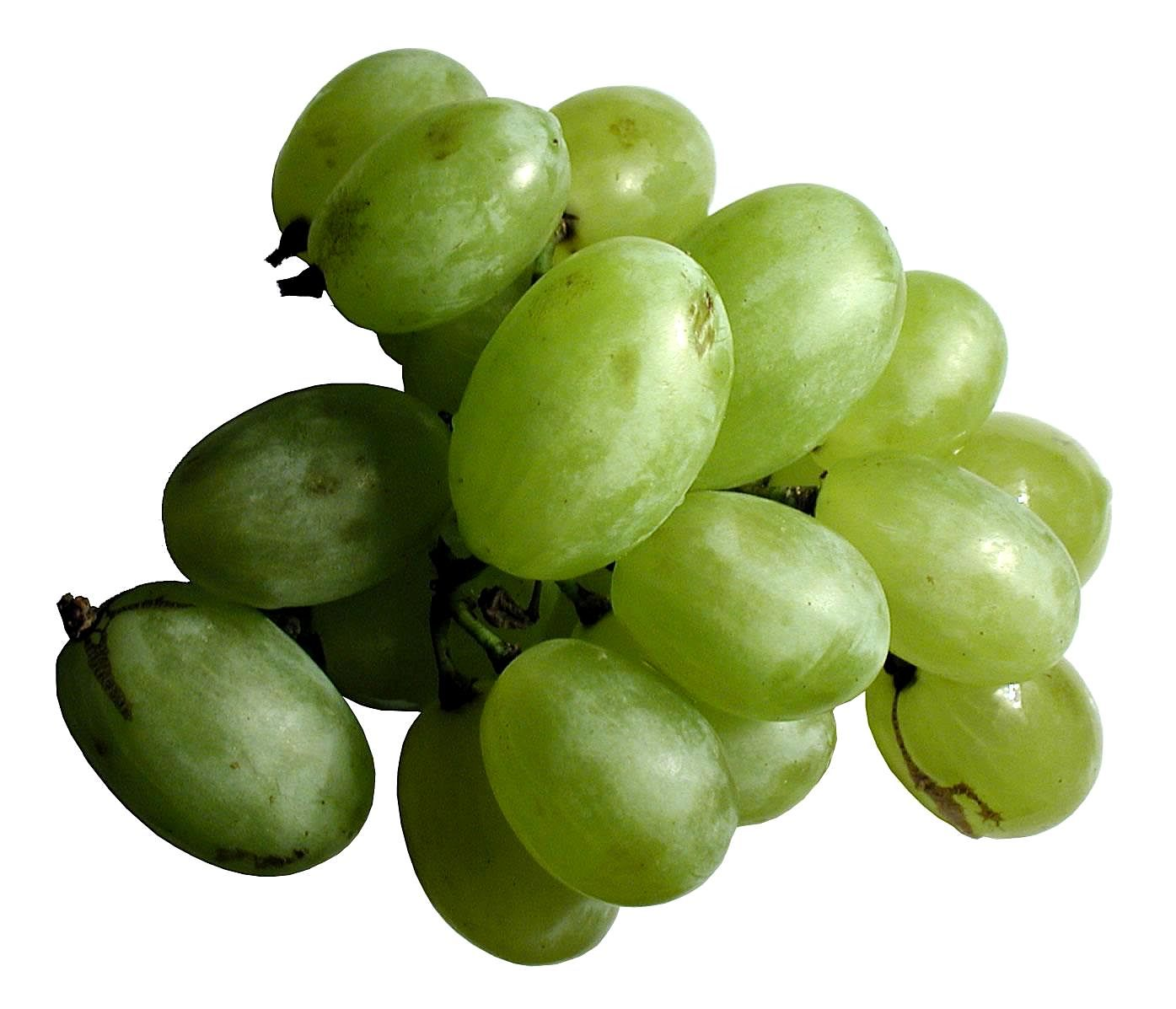
Uva
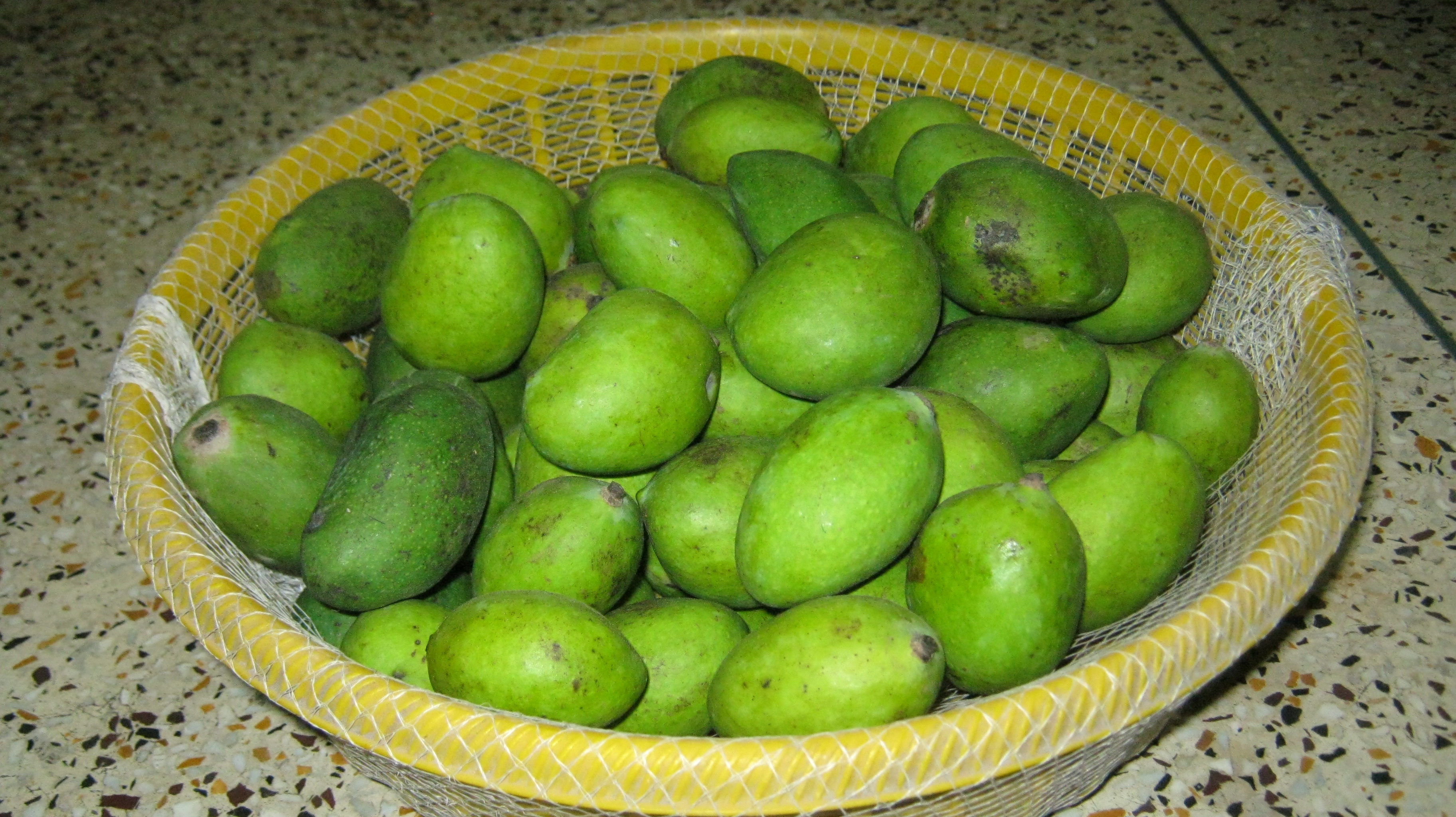
Mango
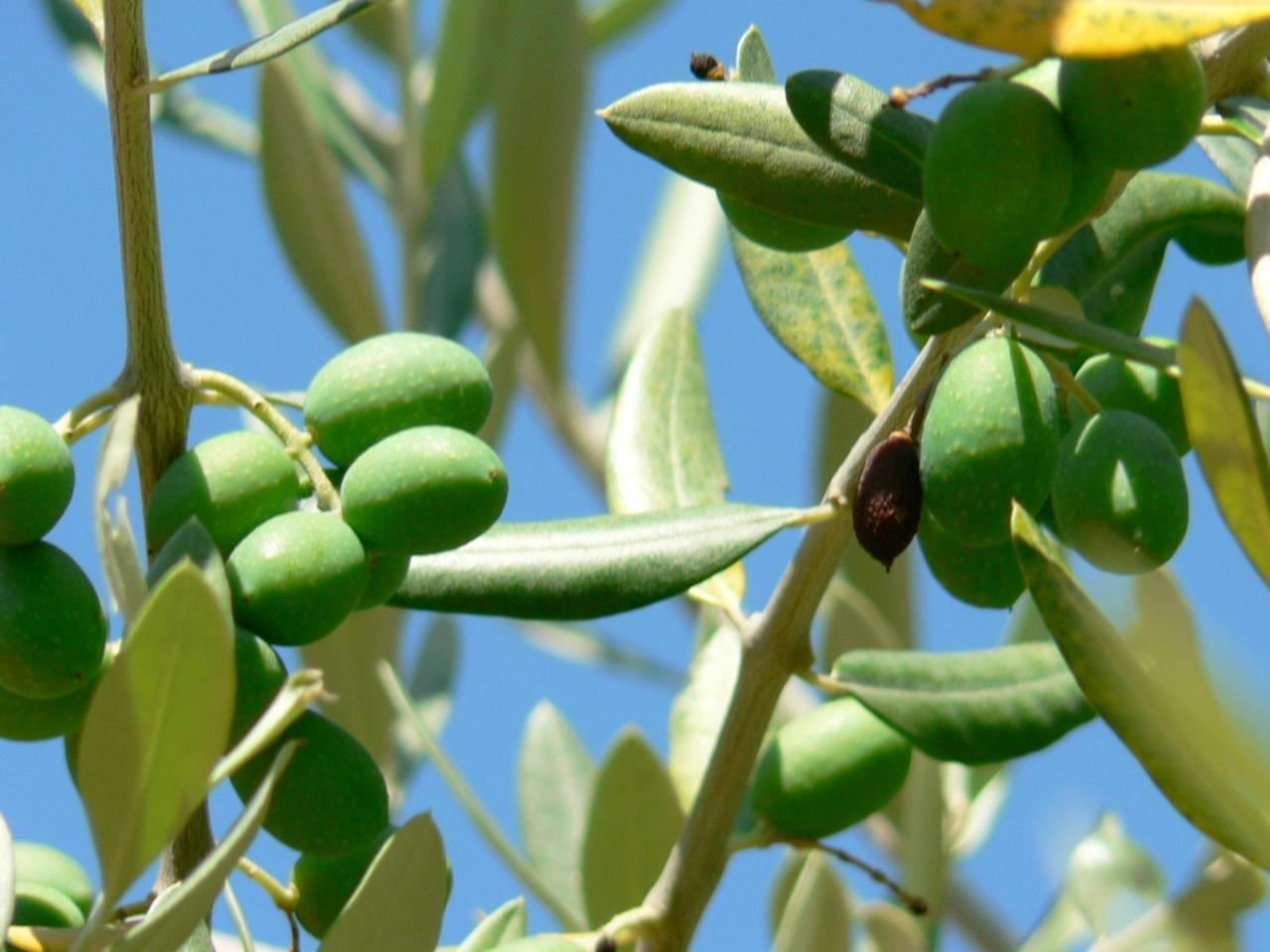
Olive non ancora mature
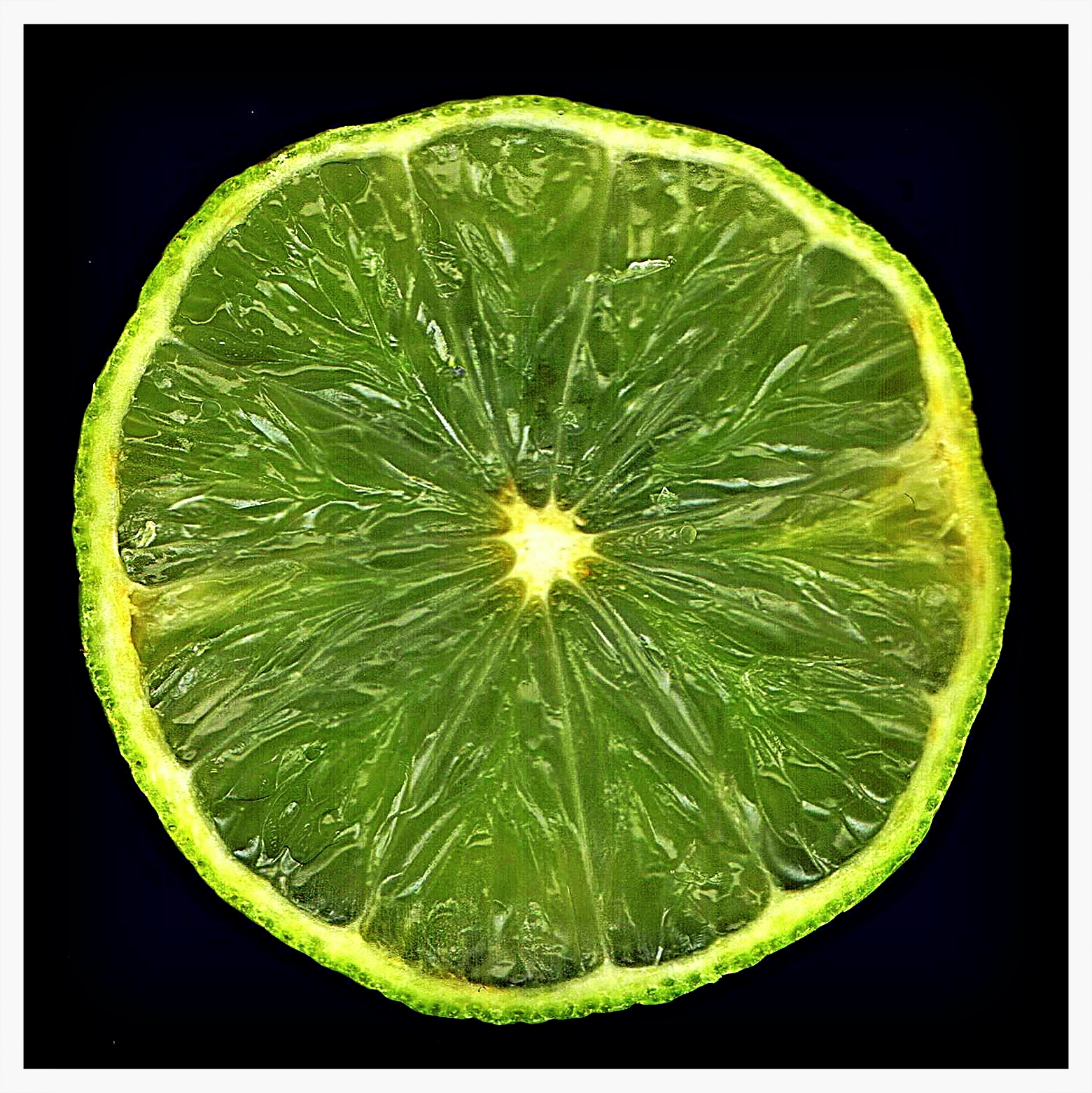
Lime
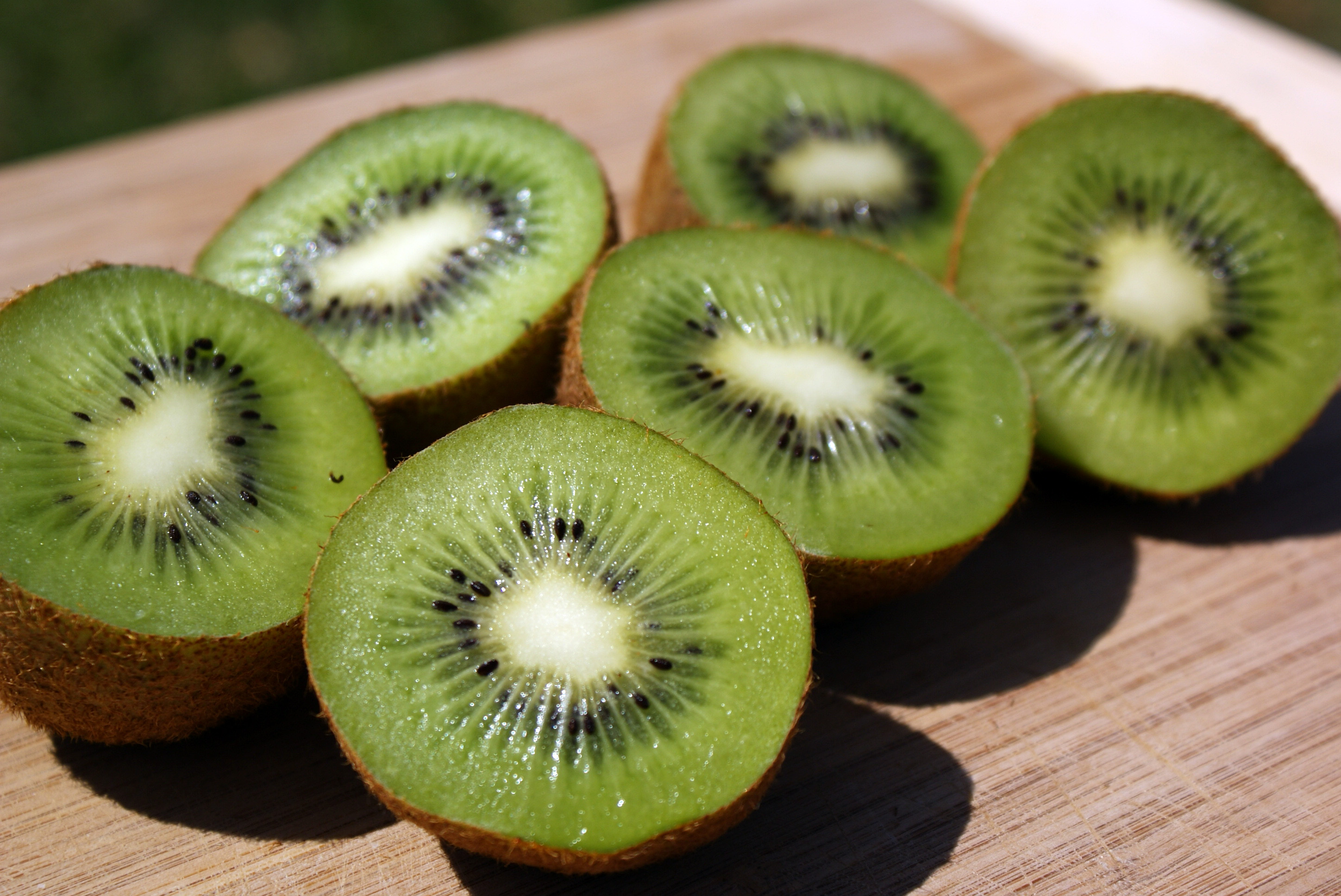
Kiwi
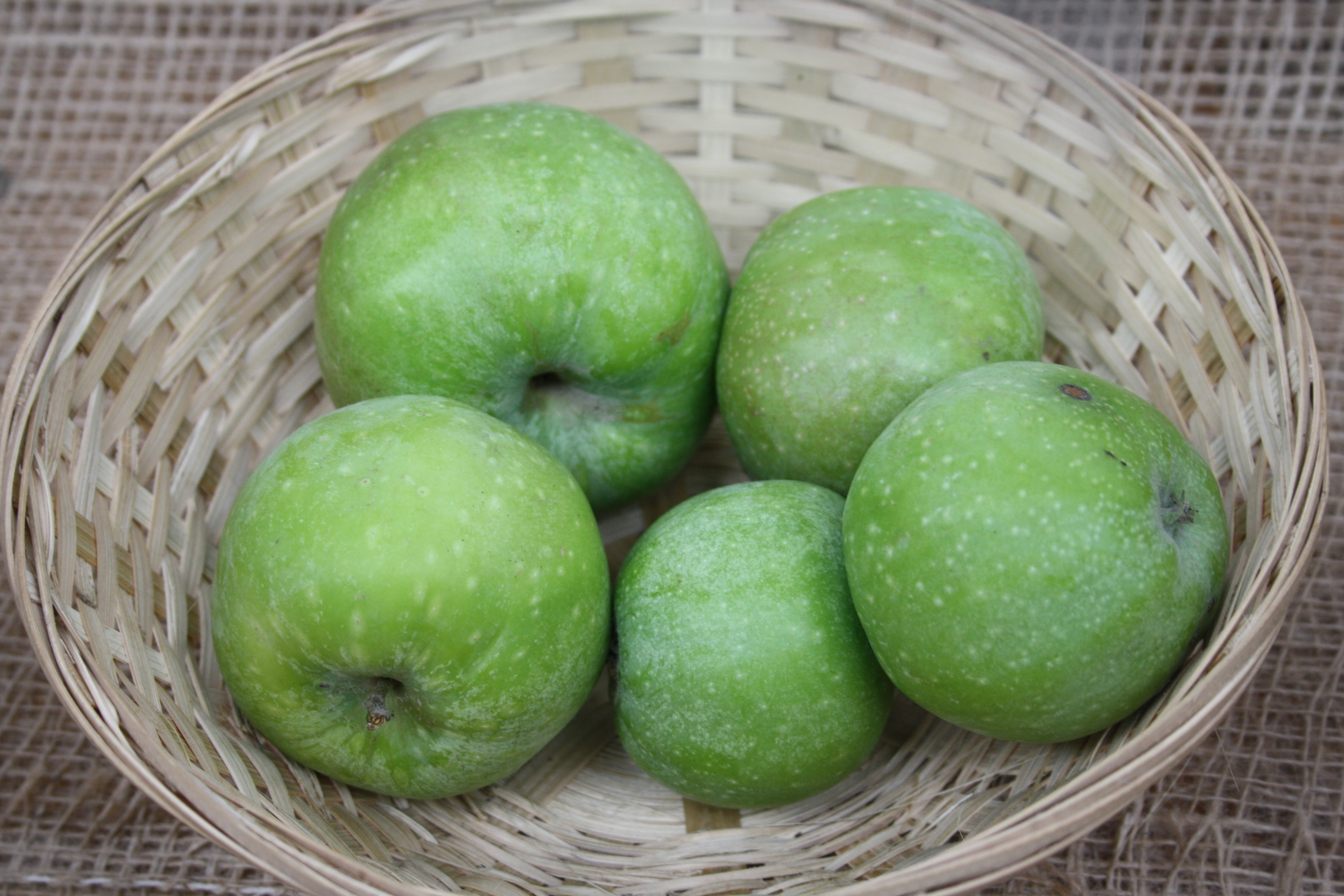
Mele verdi di varietà "Granny Smith"
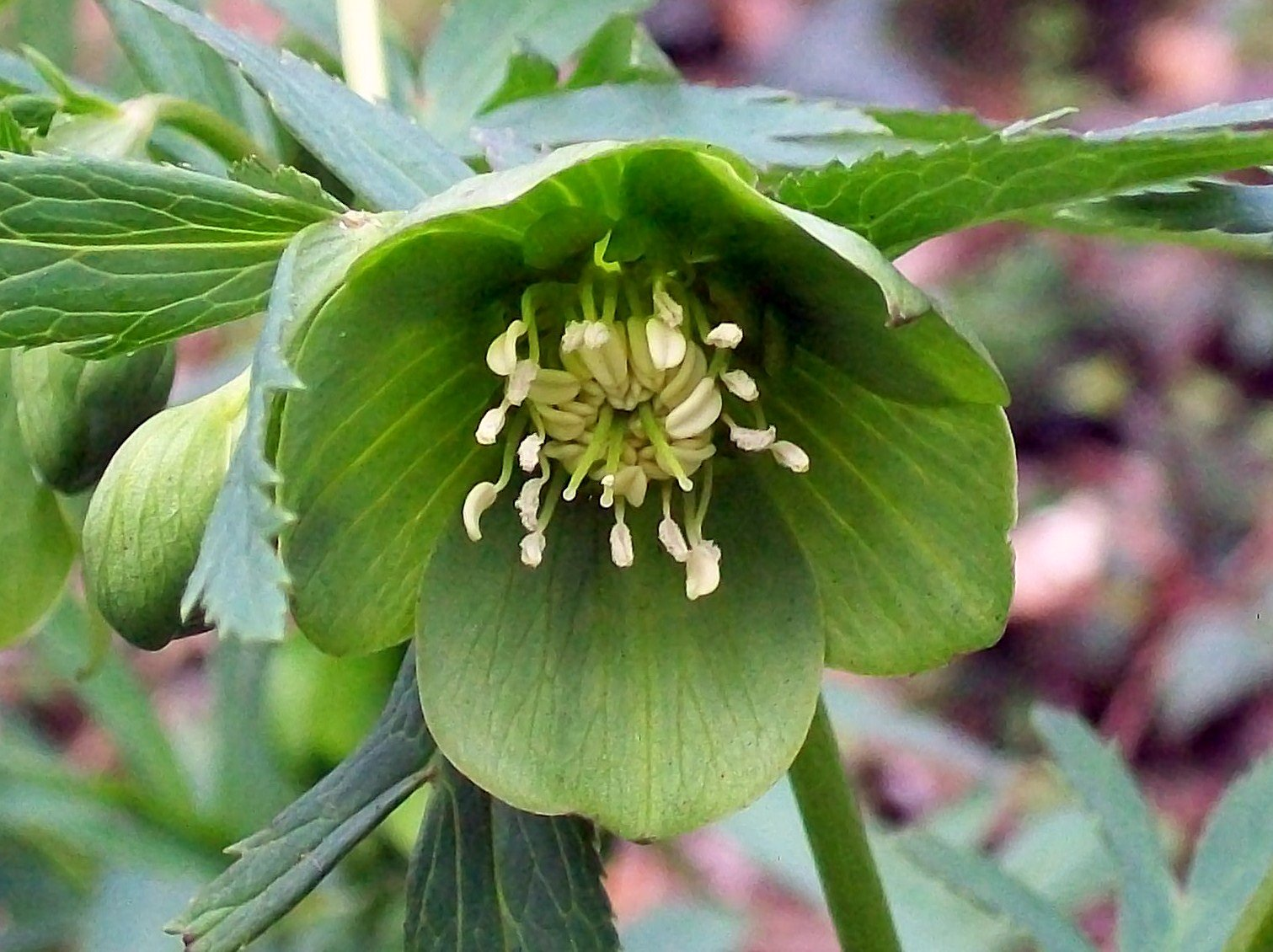
Helleborus viridis
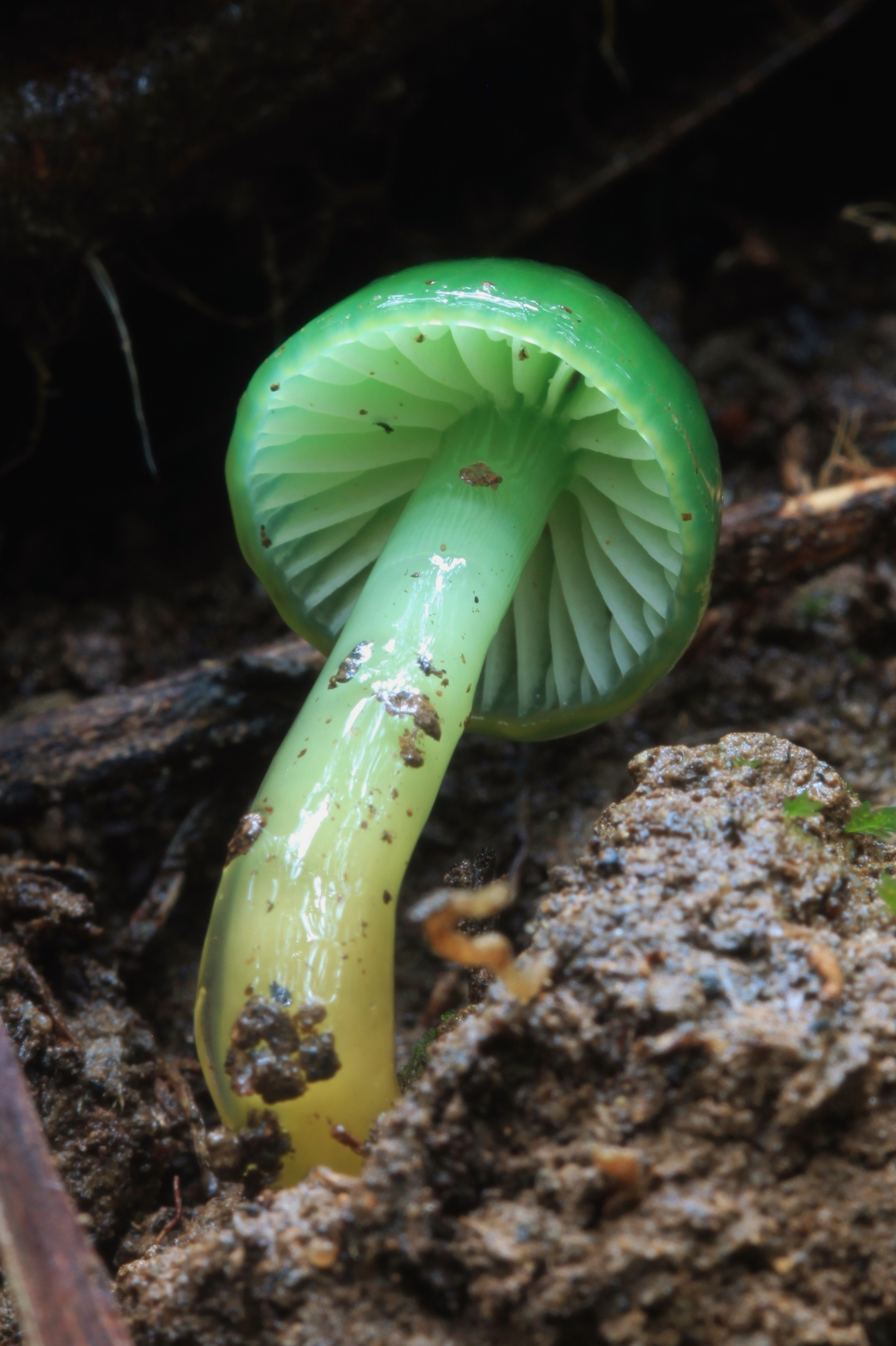
Gliophorus graminicolor

Nel mondo animale, il verde è un colore molto diffuso nel mondo dei rettili, degli anfibi e degli artropodi. Il verde caratterizza inoltre il piumaggio di alcuni uccelli e l'aspetto esteriore di alcuni pesci e molluschi. Esiste anche una specie di ragno di colore verde, Micrommata virescens, il cui corpo assume tale colorazione a causa della presenza di bilina nell'emoglobina e nei tessuti del ragno.
Tale colore è spesso utilizzato dagli animali allo scopo di mimetizzarsi nella vegetazione, sia per proteggersi da eventuali predatori, sia dai predatori stessi (ad esempi serpenti e camaleonti) per catturare più facilmente le loro prede sfruttando l'"effetto sorpresa".

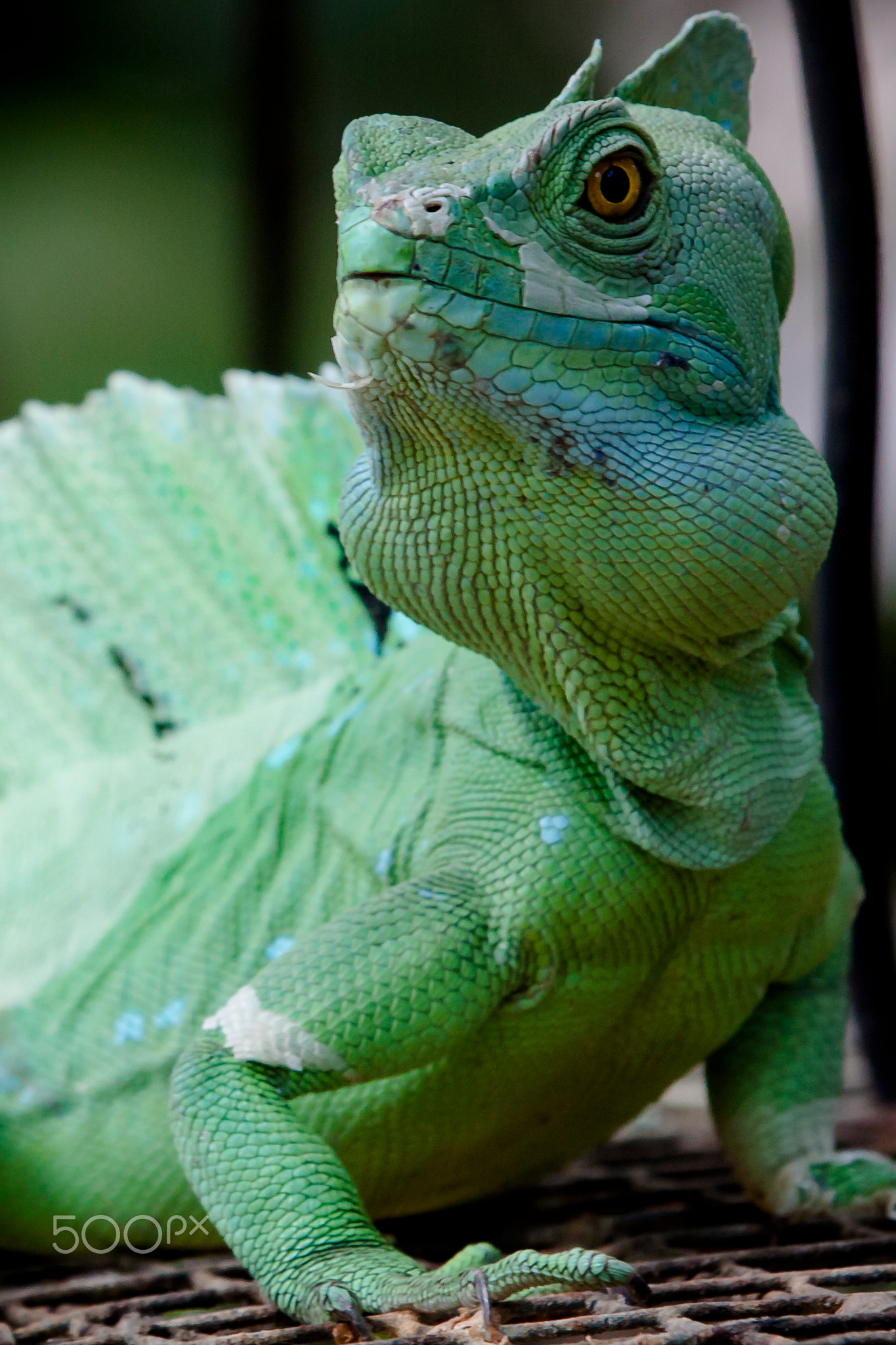
Basiliscus plumifrons
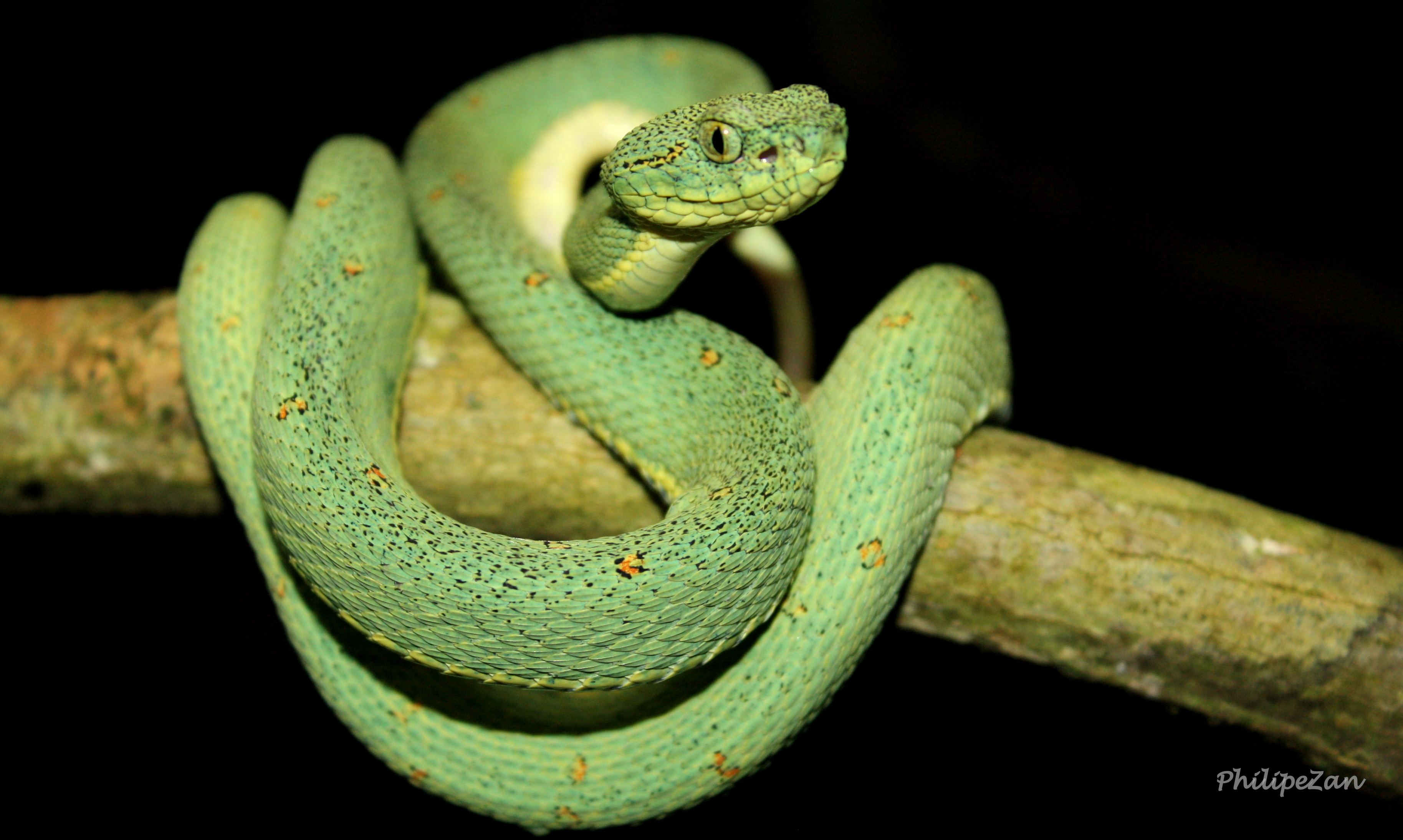
Bothrops bilineatus
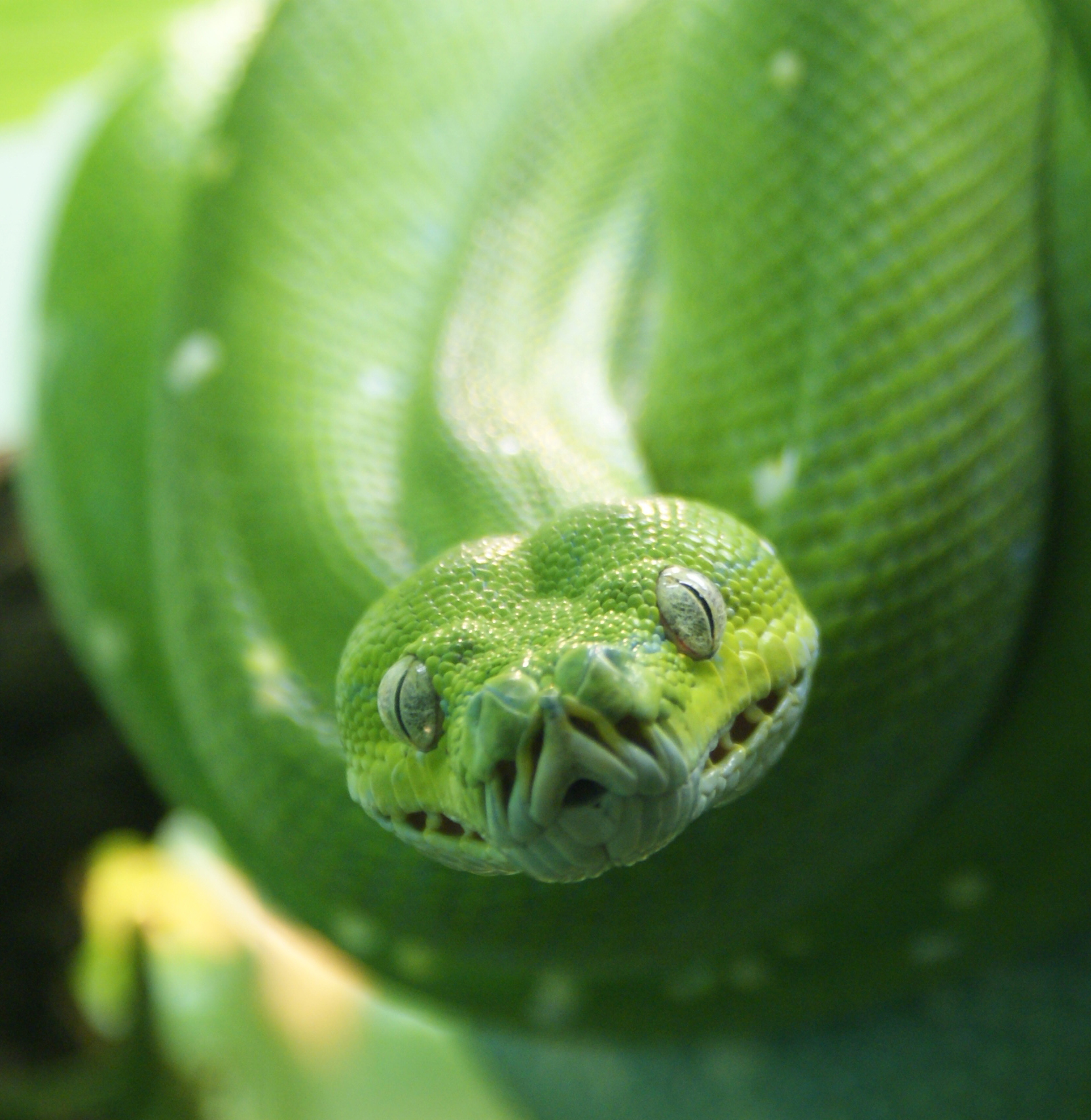
Morelia viridis
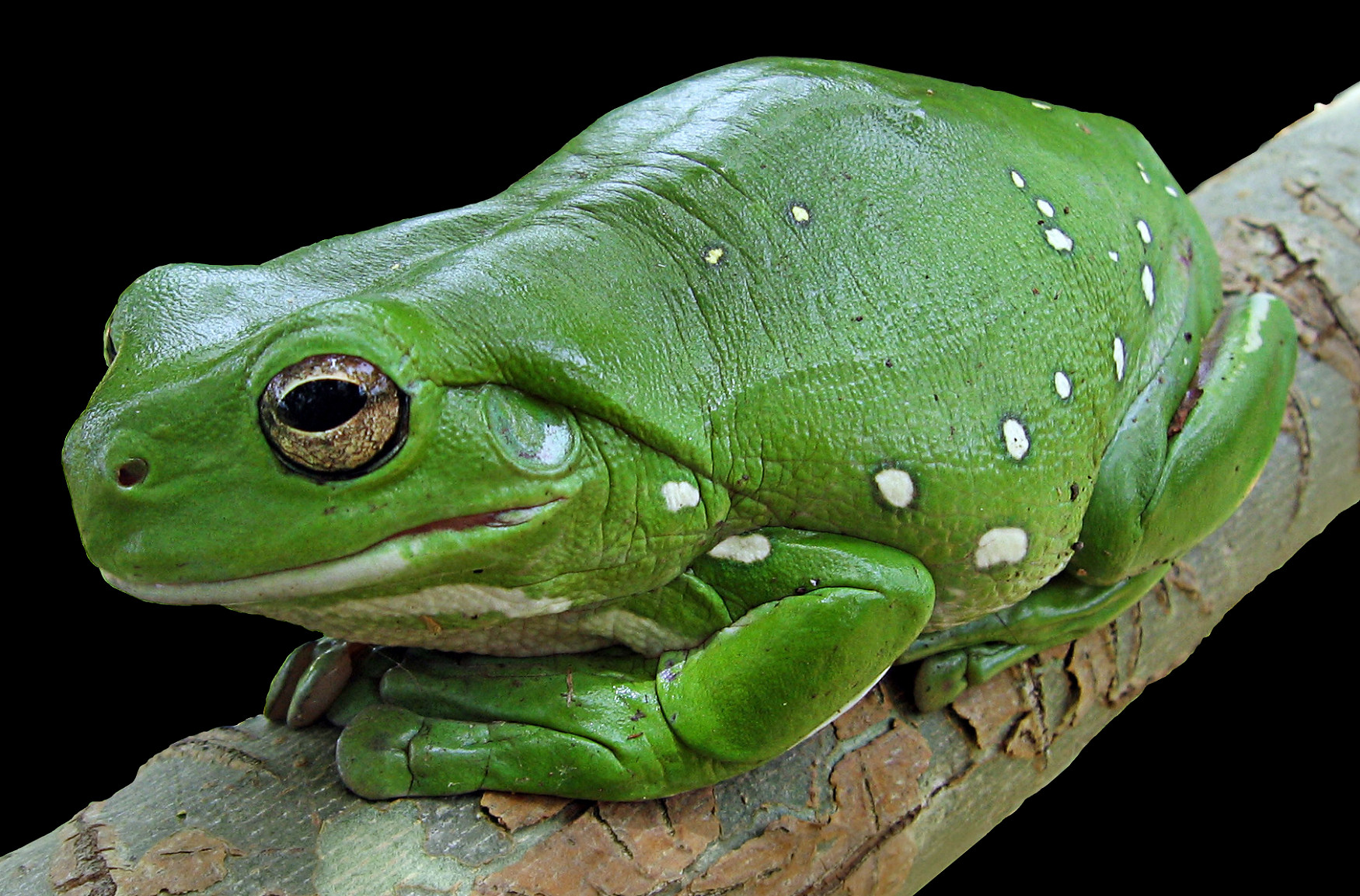
Ranoidea caerulea
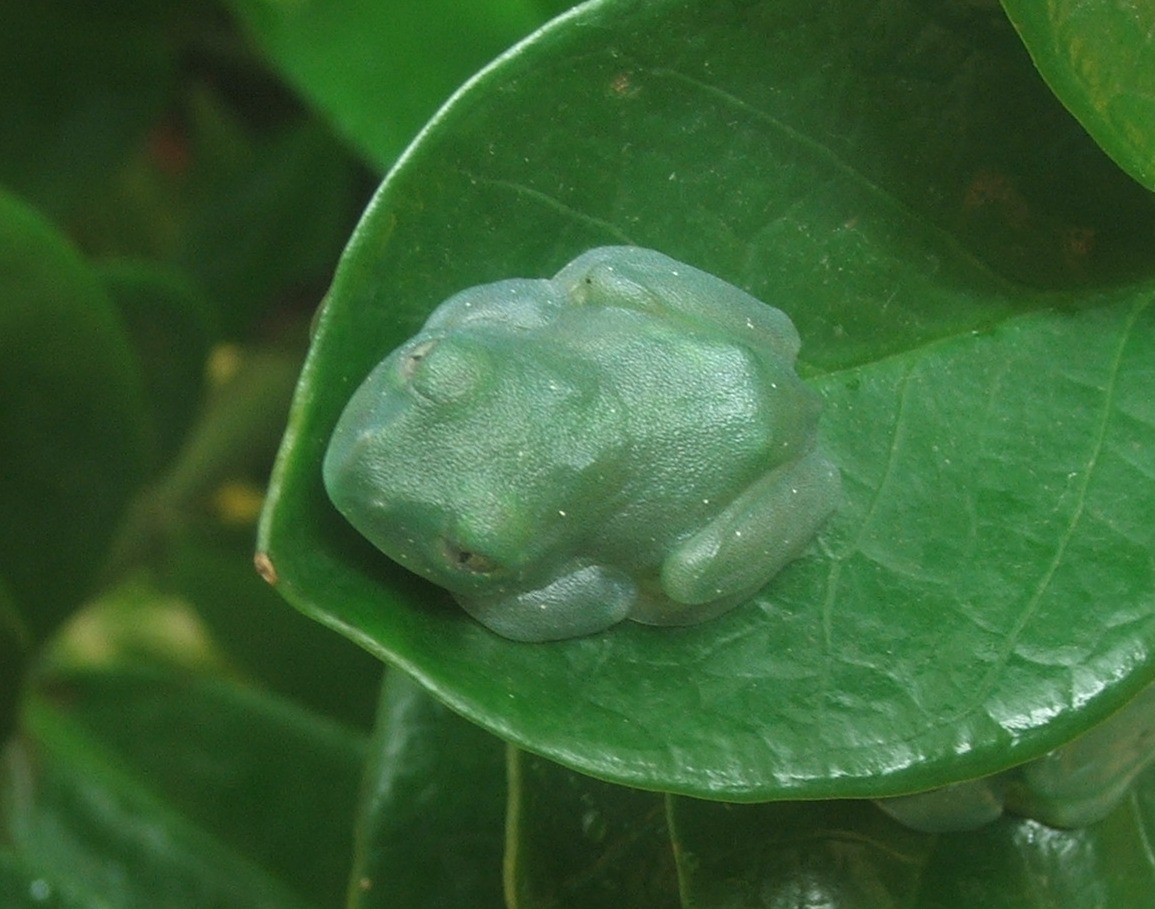
Leptopelis Barbouri
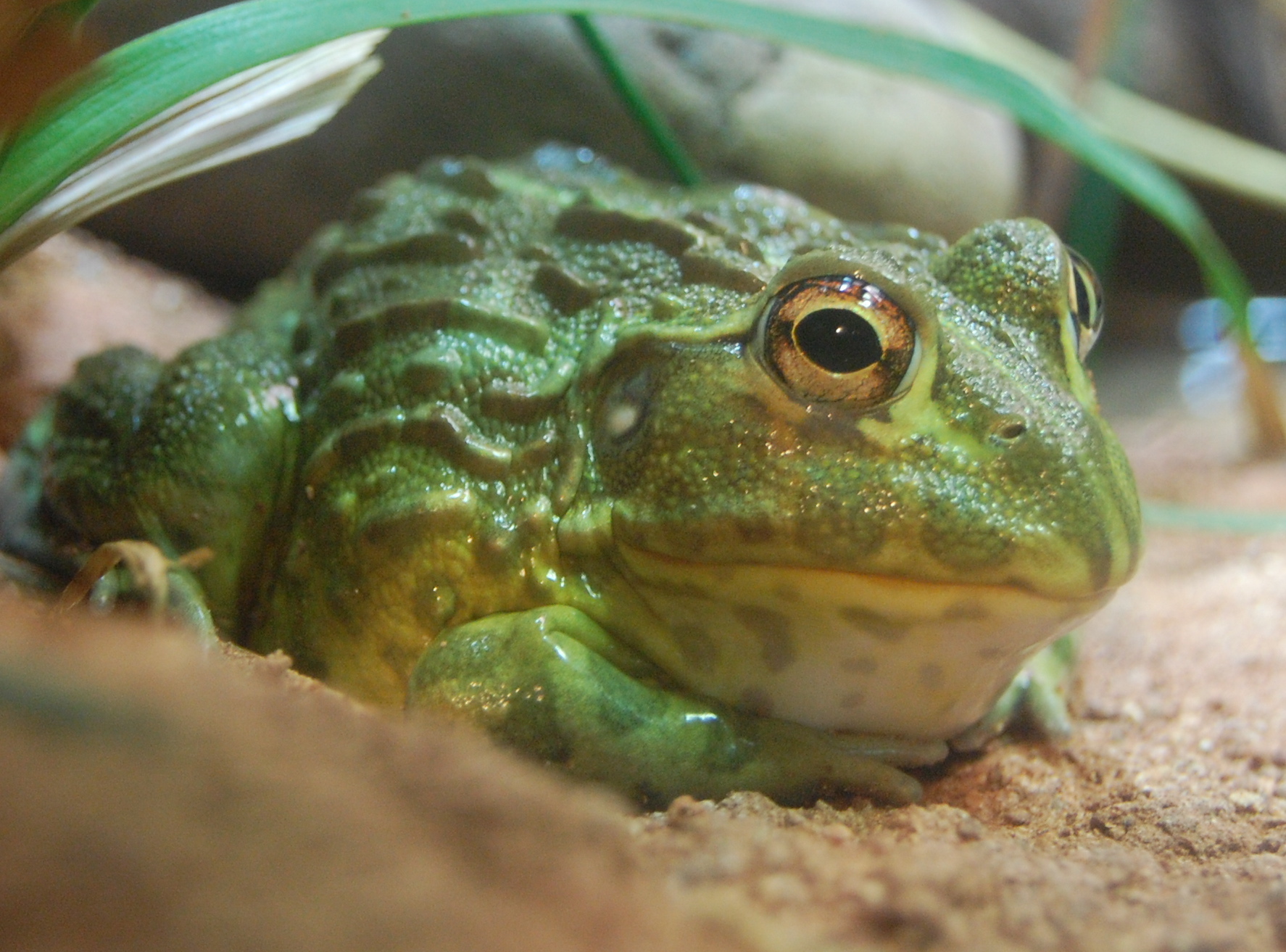
Pyxicephalus adspersus
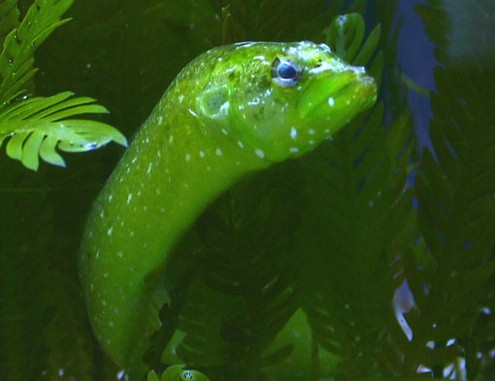
Congrogadus subducens
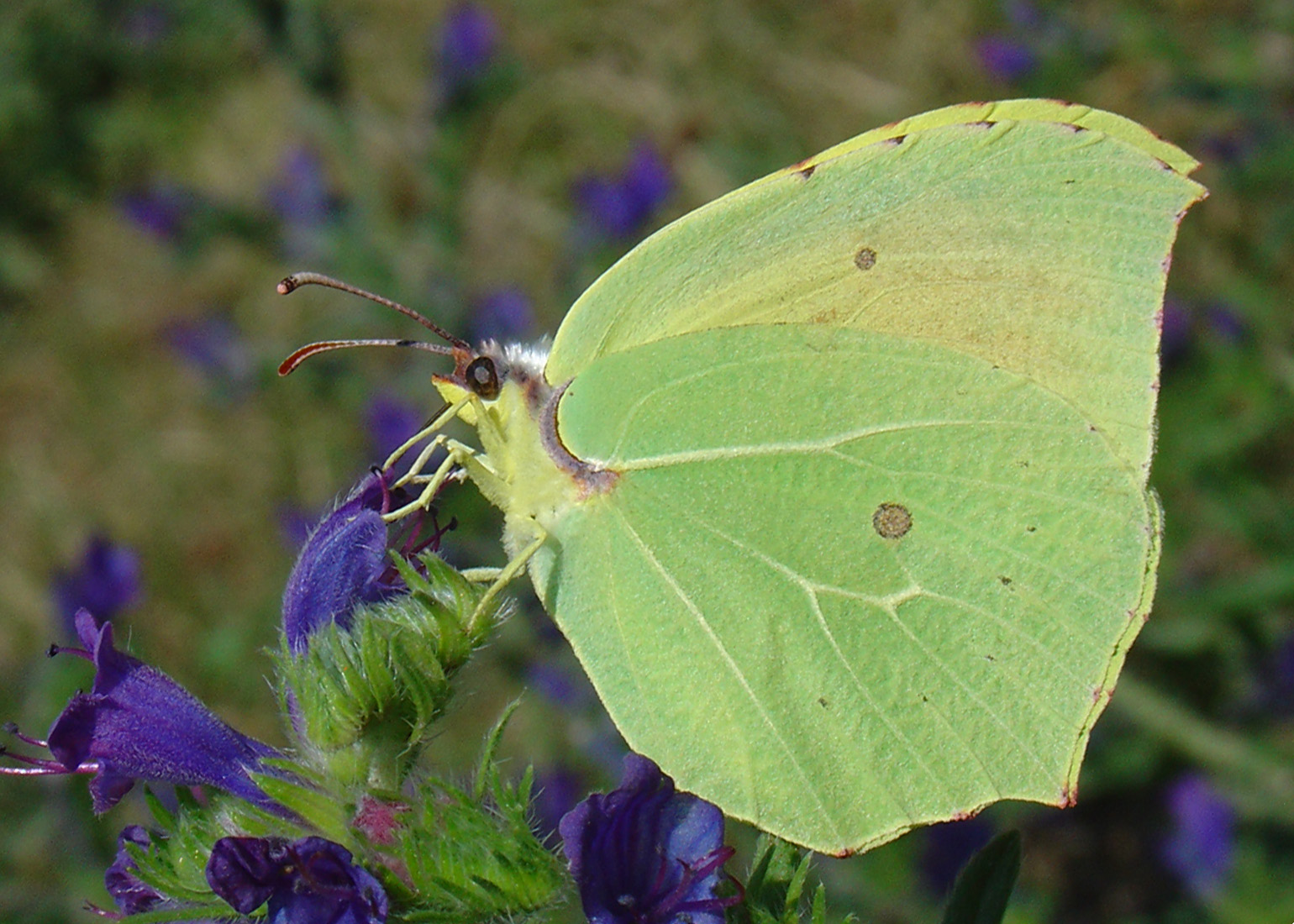
Gonepteryx cleopatra
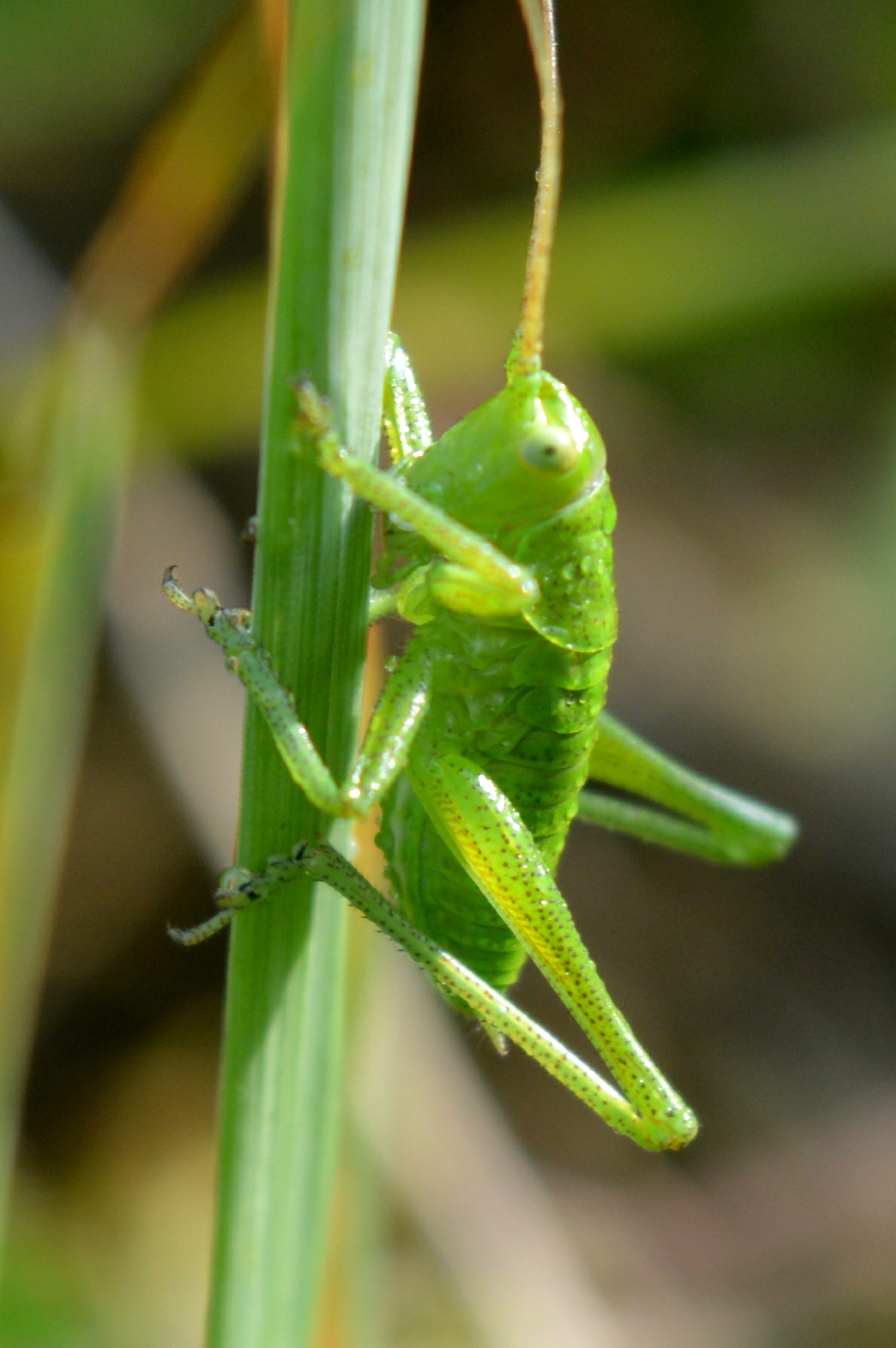
Leptophyes punctatissima
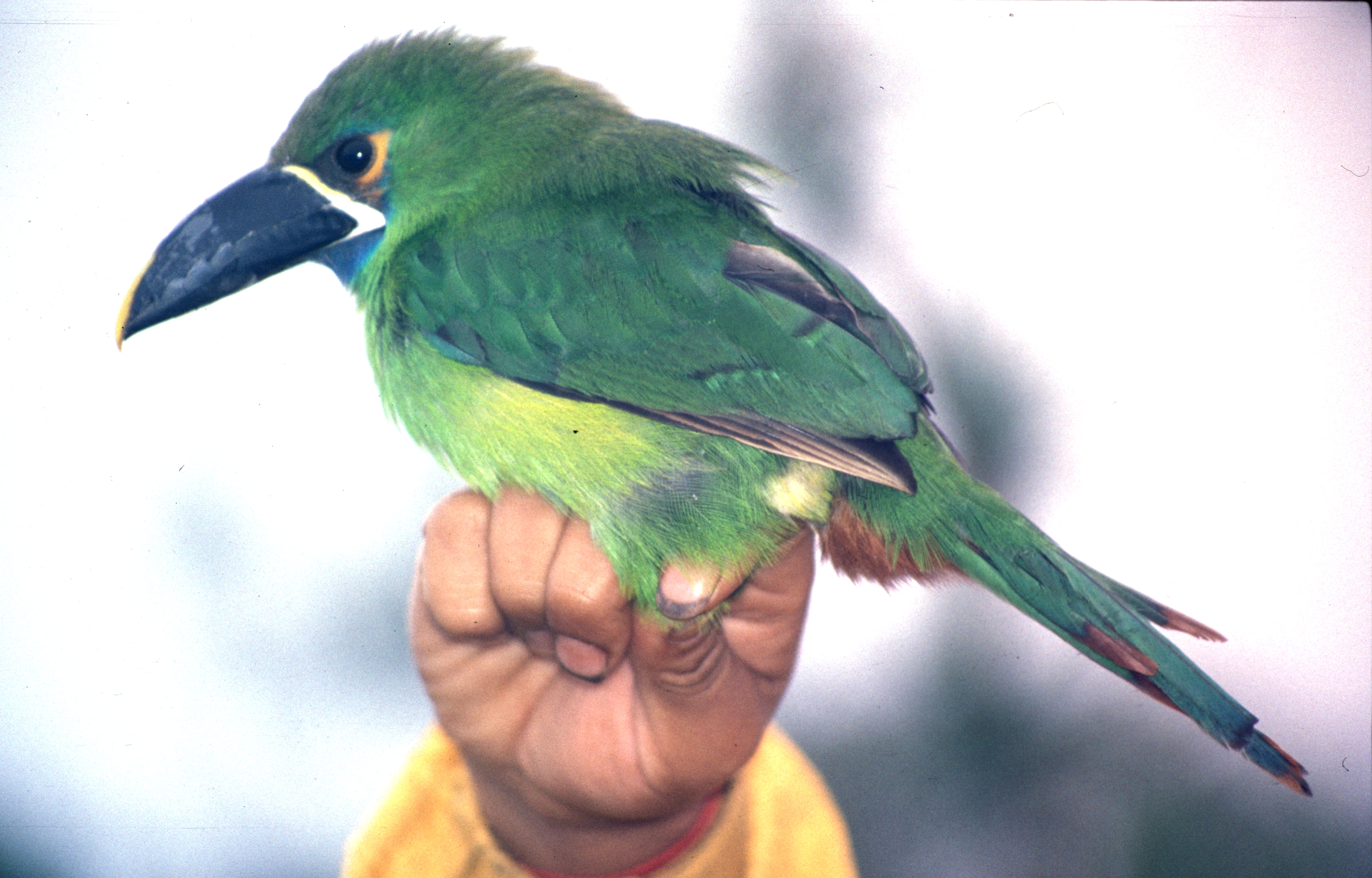
Aulacorhynchus atrogularis cyanolaemus
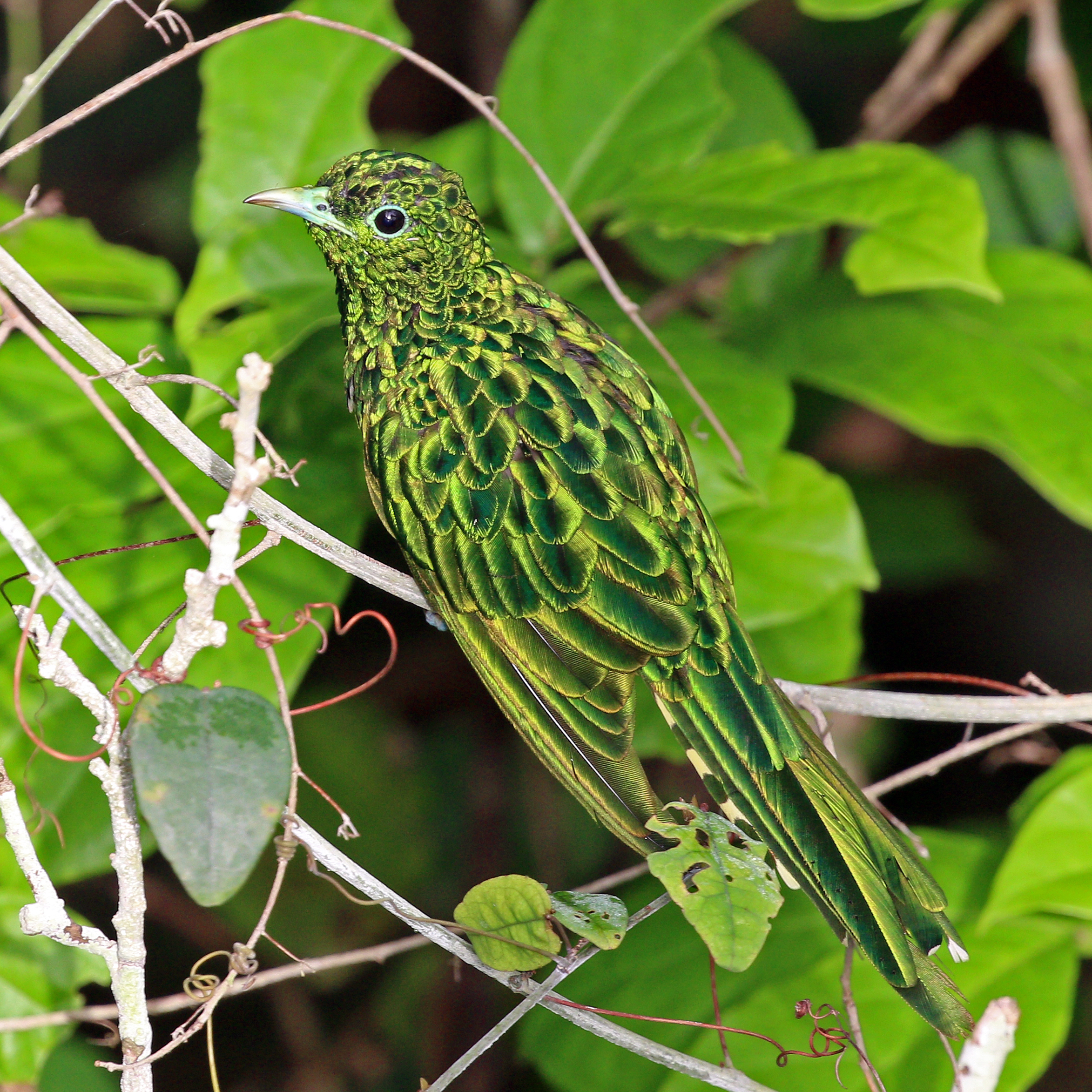
Chrysococcyx cupreus
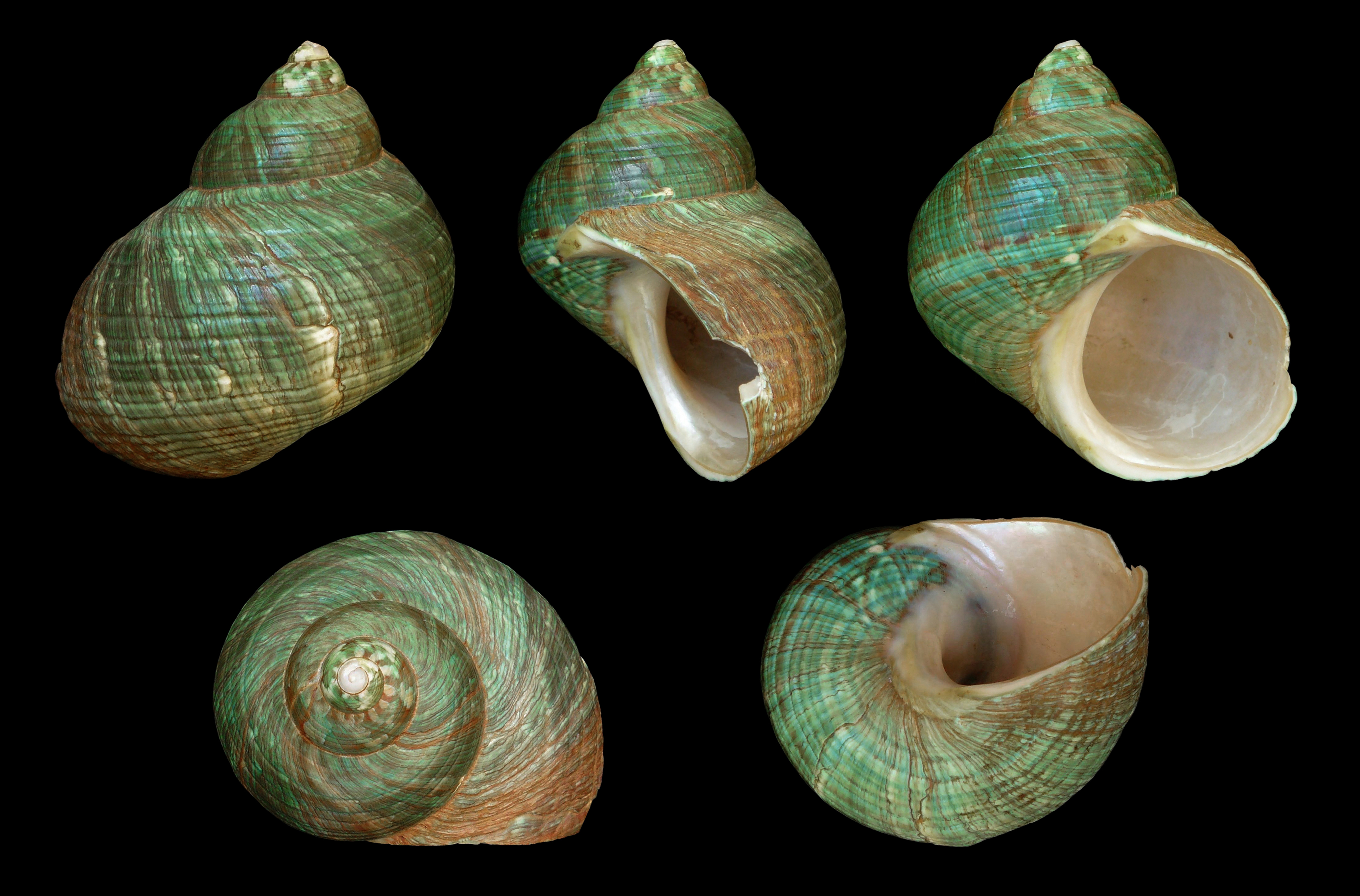
Turbo imperialis
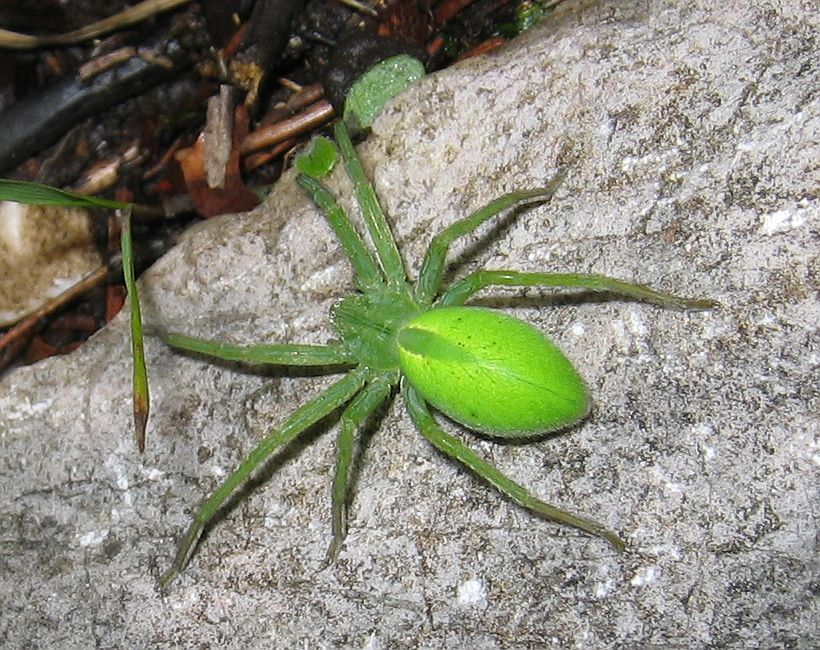
Micrommata virescens

A causa della sua vasta presenza nel mondo vegetale, il verde è il colore che spesso contraddistingue le foreste e talvolta anche gli specchi d'acqua (il cui colore verde è dovuto generalmente alla massiccia presenza di alghe o altre specie vegetali acquatiche).
Oltre a essere uno dei colori dell'arcobaleno, tinte di colore verde sono osservabili nel cielo nel fenomeno delle aurore polari.

## Percezione

### Negli esseri umani

Risposta dei coni a ciascuna lunghezza d'onda dello spettro visivo. Il campo del verde è coinvolto dai coni di tipo M e L, mentre i coni di tipo S sono poco sensibili al verde.

Negli esseri umani, il colore verde viene percepito attraverso dei coni (che sono delle cellule fotorecettrici presenti sulla retina dell'occhio) appositamente deputati a distinguere i colori. Esistono tre tipi di coni nell'occhio umano: S, M e L. Ciascuno di questi tipi percepisce un particolare intervallo di colori e la percezione dei singoli colori nasce dalla combinazione dei diversi stimoli. In particolare il colore verde è associato a una stimolazione dei coni M maggiore rispetto alla stimolazione dei coni L (mentre i coni S sono poco stimolati dal verde).
Il verde occupa una grande parte del diagramma di cromaticità CIE, perché è nella zona centrale della percezione dei colori umani.

### Negli animali
Siccome le caratteristiche dell'apparato visivo sono differenti per ogni tipo di animale, non tutti gli animali riescono a distinguere il colore verde. Ad esempio i cani non lo distinguono, a differenza dei gatti.
Nel caso dei ragni, il verde è l'unico colore dello spettro visibile umano che possono percepire, oltre a colori nell'ultravioletto (questi ultimi non visibili invece all'occhio umano).

## Colorazione

### Pigmenti e coloranti
I coloranti per uso alimentare di colore verde comprendono la clorofilla (E140 e E141) e nei paesi dove è permesso, il verde S (E142).
La tabella seguente indica alcuni dei pigmenti e coloranti che sono o sono stati utilizzati in diverse applicazioni (tra cui nell'arte, nella stampa, nella verniciatura e come coloranti alimentari):
| Nome comune             | Altre denominazioni | Formula chimica                                                               | Origine                                                                            | Applicazioni e controindicazioni                        | Immagine |
| ----------------------- | ------------------- | ----------------------------------------------------------------------------- | ---------------------------------------------------------------------------------- | ------------------------------------------------------- | -------- |
| Clorofilla              | E140                |                                                                               | estratte dall'ortica e dall'erba medica                                            | non risulta essere nociva                               |          |
| Clorofillina            | E141                |                                                                               |                                                                                    | utilizzata in dolci e gelati; non risulta essere nociva |          |
| Verde acido brillante S | E142                | C27H25N2O7S2Na                                                                |                                                                                    | colorante di sintesi; non risulta essere nocivo         |          |
| Ftalocianina verde BS   |                     |                                                                               | utilizzato come componente di diverse miscele coloranti; non risulta essere nocivo |                                                         |          |
| Verde smeraldo          |                     | Cu(CH3COO)2*3Cu(AsO2)2                                                        |                                                                                    | tossico                                                 |          |
| Verde Veronese          |                     | arseniato di rame puro Cu3(AsO4)2*4H2O oppure ossido di cromo idrato non puro |                                                                                    | non tossico                                             |          |
| Verde oltremare         |                     | 2Na2Al2Si2O5*NaS2                                                             |                                                                                    | non tossico                                             |          |
| Verde turchese          |                     | complesso di ossidi di zinco e di cobalto                                     |                                                                                    | leggermente tossico                                     |          |
| Verde ossido di cromo   |                     | Cr2O3                                                                         |                                                                                    | non tossico                                             |          |

### In pirotecnica

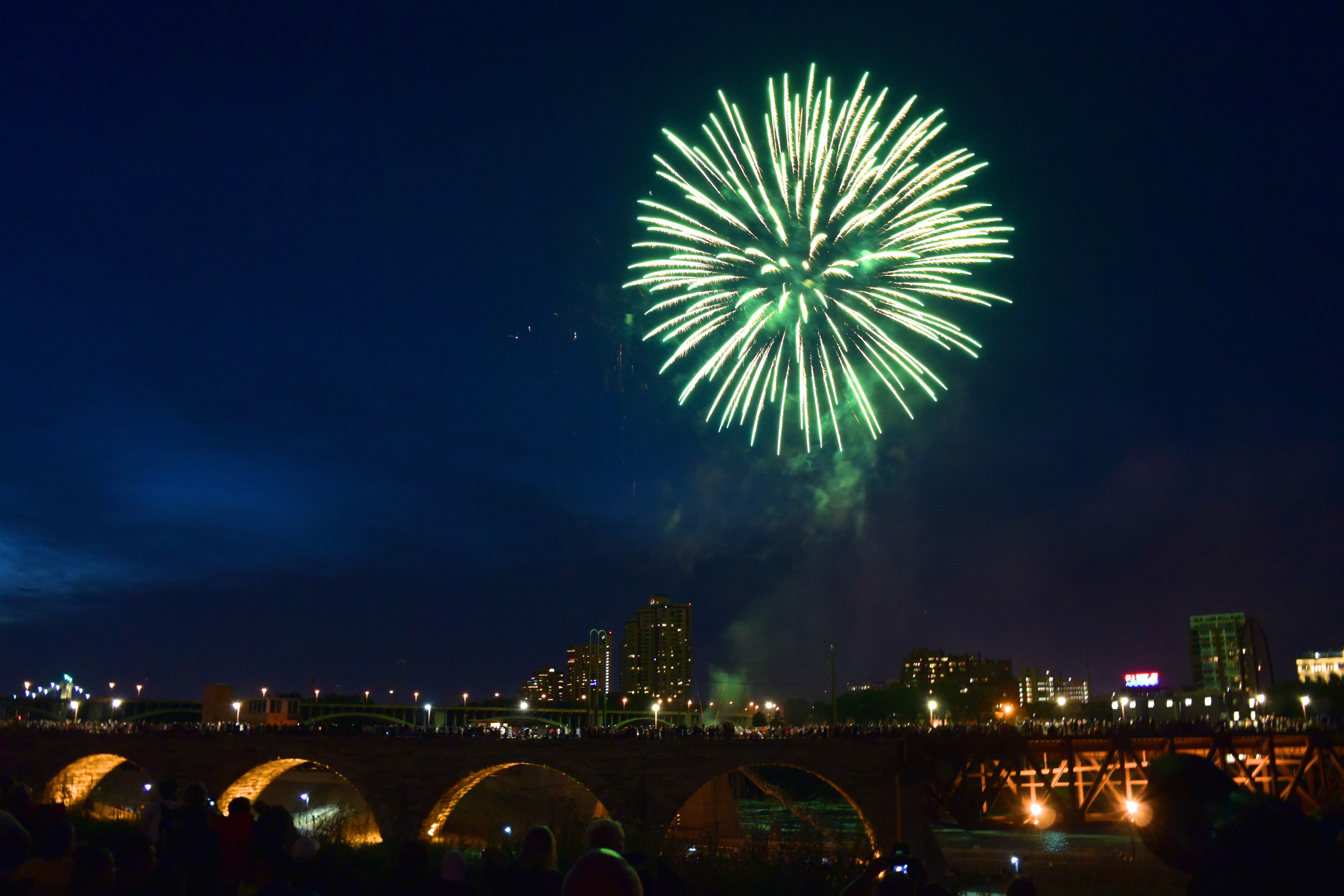
Fuochi d'artificio di colore verde e bianco.

Nell'ambito pirotecnico, giochi d'artificio di colore verde o sue sfumature possono essere ottenuti dai composti del bario (ad esempio clorato di bario o nitrato di bario).

### Nel vetro
Il vetro puro è costituito da silice (SiO2) in forma amorfa. Normalmente appare più o meno trasparente.
La colorazione del vetro si ha attraverso l'aggiunta di certe sostanze, ottenendo un determinato colore a seconda delle sostanze aggiunte, della loro concentrazione e della tecnica utilizzata. In particolare l'uranio (0,1-2%) può essere aggiunto per dare al vetro un colore giallo o verde fluorescente.
Il verde è stato comunque uno dei primi colori del vetro, in quanto i primi vetri erano di tale colore a causa della presenza di impurità di ferro nella sabbia utilizzata, e anche oggi molti vetri sarebbero di colore verde non fosse utilizzato manganese in piccole percentuali per neutralizzare tale colore.

### Nella tecnologia laser
Assieme al rosso, il verde è uno dei colori più utilizzati dai laser.
La lunghezza d'onda della luce emessa dal laser (cioè il colore del laser) dipende dalla natura chimica del materiale utilizzato. In particolare, per produrre luce laser di colore verde, possono essere usati diversi tipi di laser, tra cui:

Lunghezze d'onda associate ai diversi tipi di laser commerciali

- Laser a elio-neon
- Laser a argon
- Laser a vapori di mercurio

### In chimica analitica
Nell'ambito della chimica analitica qualitativa, il colore verde viene spesso utilizzato per identificare la presenza di determinate sostanze.
Nel saggio alla fiamma, una fiamma di colore verde può indicare la presenza di bario, boro, manganese, molibdeno, rame, tellurio, tallio o zinco.
Nell'indicatore universale, il colore verde denota una soluzione con pH neutro o debolmente basico.

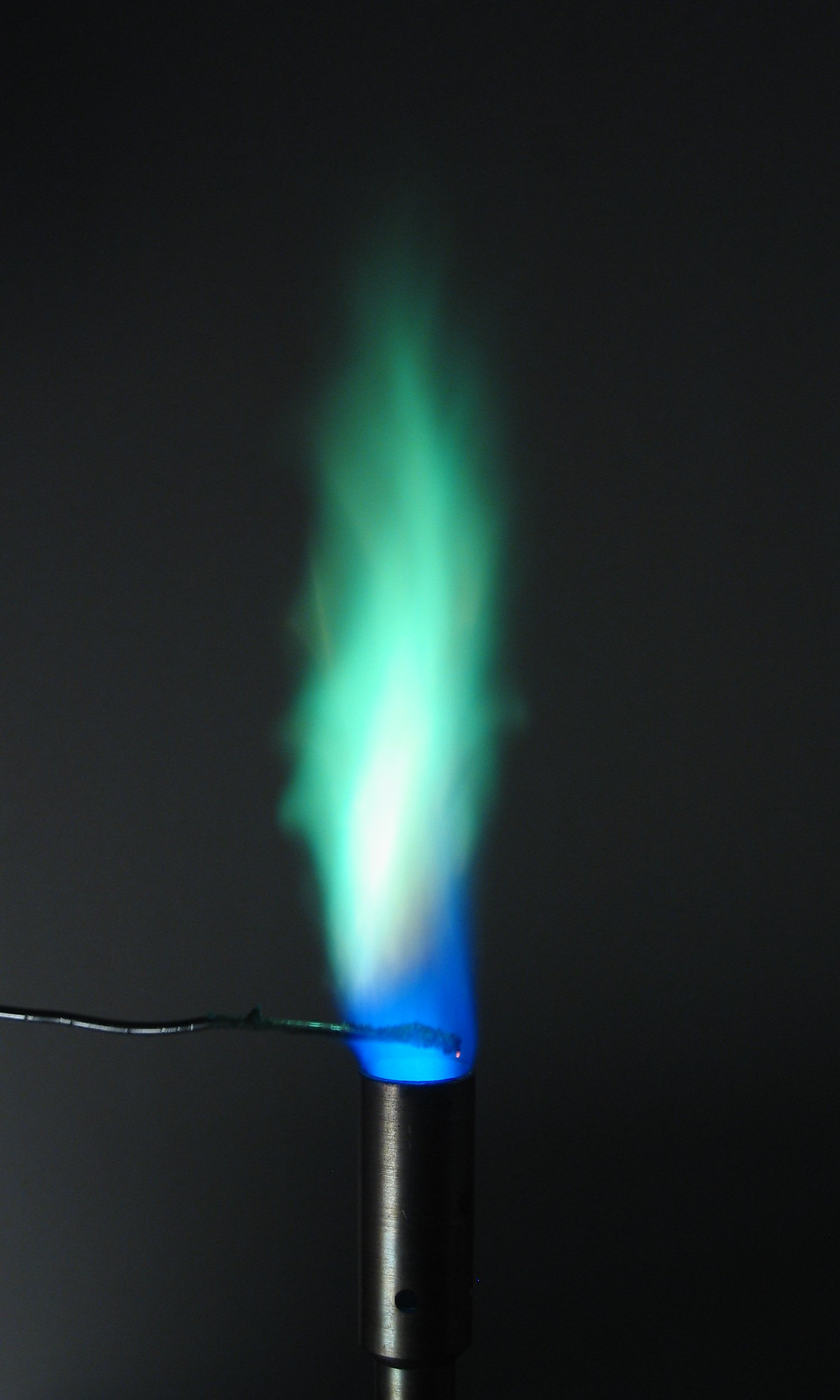
Saggio alla fiamma in presenza di rame
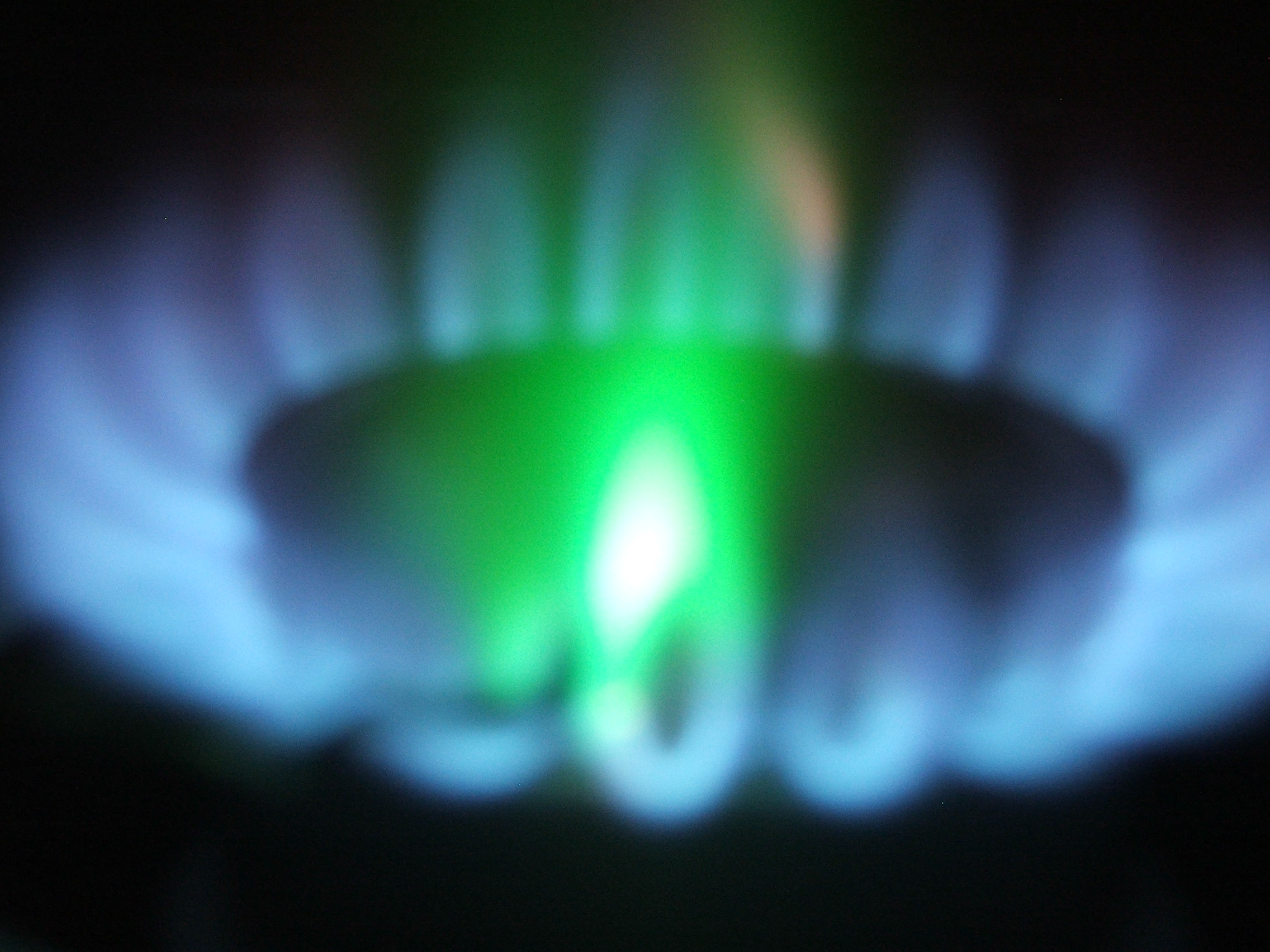
Saggio alla fiamma in presenza di zinco

## Codifica

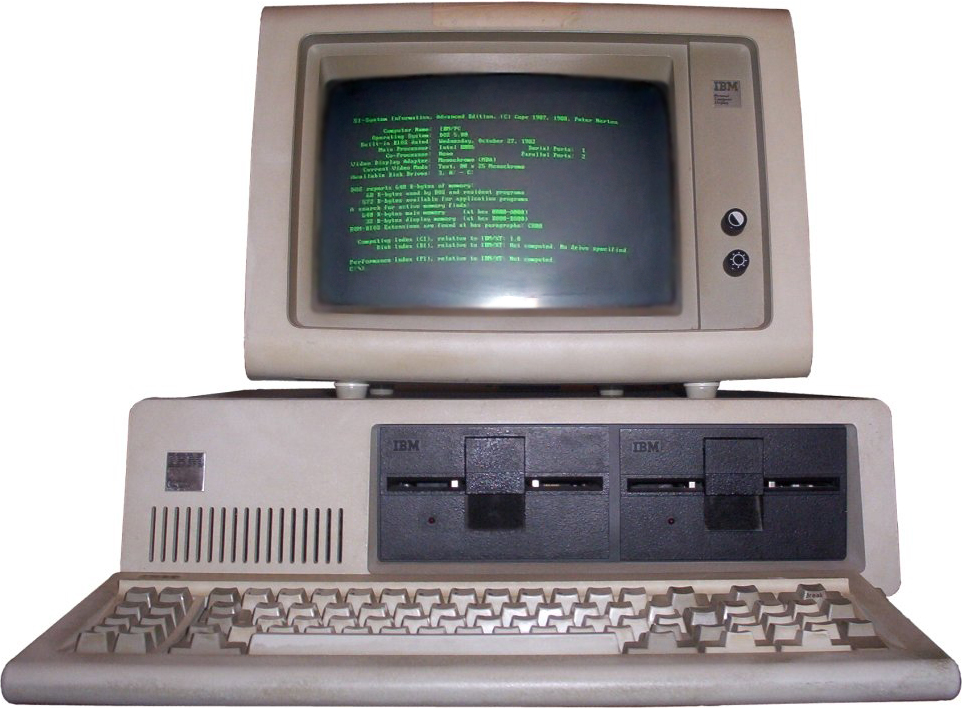
Un PC IBM con schermo a fosfori verdi

Nell'ambito dell'elettronica, prima dell'avvento degli schermi a colore, il verde non poteva essere visualizzato attraverso gli schermi in bianco e nero, sebbene era utilizzato nei cosiddetti "monitor a fosfori verdi".
A partire dall'introduzione delle tecniche di cinematografia a colori (come il processo Kinemacolor del 1908 e il successivo Technicolor del 1916), è stato possibile visualizzare nello stesso schermo elettronico diverse sfumature di colori, tra cui anche il verde, utilizzando diverse codifiche del colore, tra cui quelle indicate di seguito.

### RGB

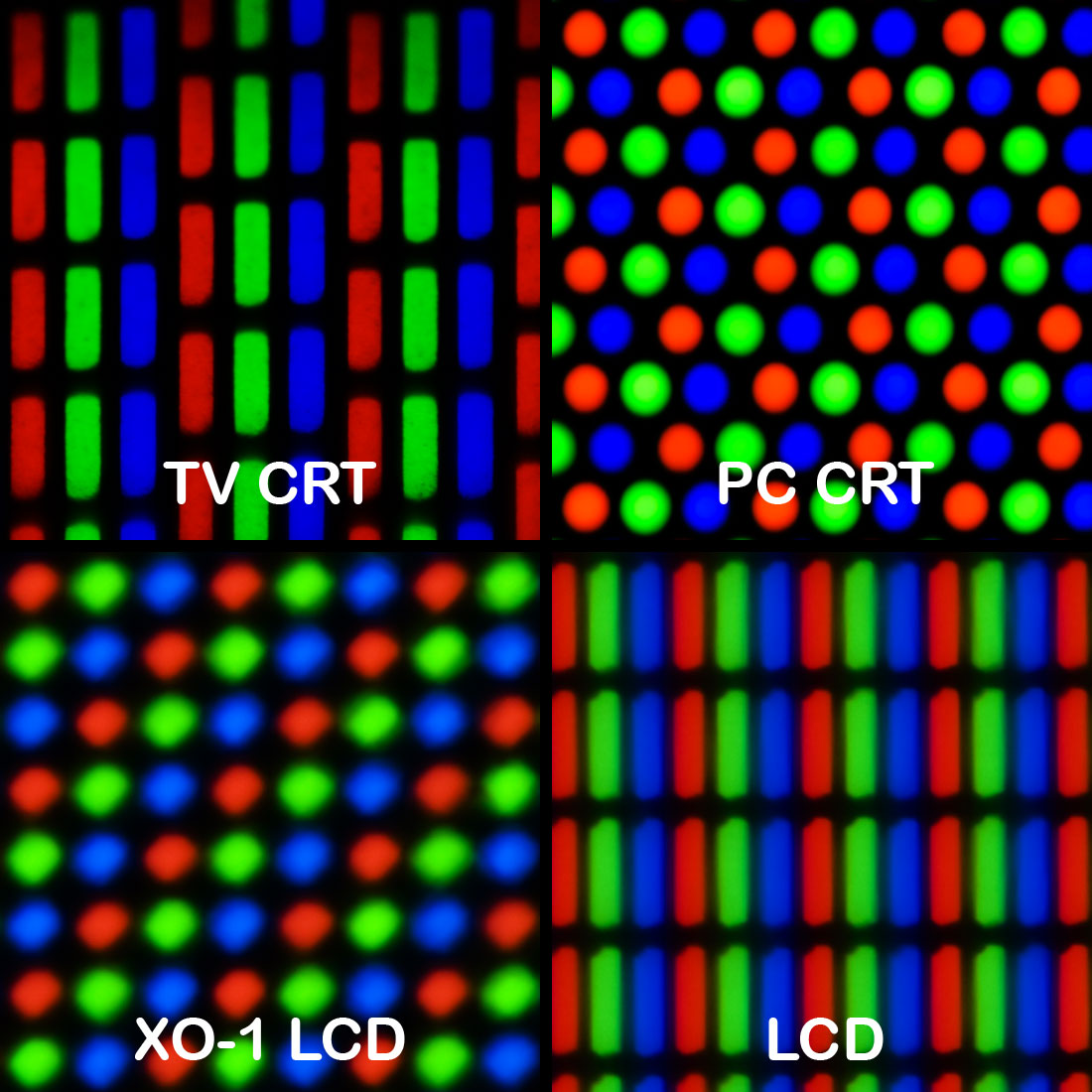

Il verde è uno dei tre colori utilizzati come colori primari nella codifica RGB assieme al rosso e al blu. Essendo il secondo tra i colori della terna RGB, il codice RGB del verde "puro" è quindi (0; 255; 0), ovvero con il valore massimo (255) della componente verde e un valore nullo (0) delle componenti rosso e blu. Tale combinazione nel sistema numerico esadecimale (HEX) corrisponde al valore #00FF00 (utilizzato ad esempio nel linguaggio HTML per identificare il colore verde). Questa gradazione di verde era il colore originale progettato come "verde" per gli schermi dei computer negli anni ottanta.
Gli schermi che si basano sulla codifica RGB hanno tre tipi di pixel: rossi, verdi e blu, aventi una forma e una disposizione differente a seconda dello specifico tipo di schermo (ad esempio TV CRT, PC CRT o LCD); la visualizzazione del colore "verde" corrisponde dunque all'accensione dei soli pixel di colore verde, mentre la visualizzazione di varianti del colore verde corrisponde a una combinazione dei tre tipi di pixel nella quale i pixel di colore verde sono accesi con maggiore intensità rispetto ai pixel di colore rosso e blu.

### CMYK

Il colore verde (triangolo in alto a destra) può essere ottenuto dalla miscelazione sottrattiva del giallo (Y) e del ciano (C)

Nella codifica CMYK (ciano-magenta-giallo-nero), che si basa sulla miscelazione dei colori sottrattiva, il colore verde è rappresentato come il colore ottenuto dall'addizione del giallo e del ciano, ovvero dalla quadrupla (100; 0; 100; 0), dove le componenti del giallo e del ciano presentano il valore massimo (100) mentre i componenti del magenta e del nero presentano valori nulli (0).

### HSV
Nella codifica HSV (tonalità, saturazione e valore), la tonalità del colore verde è associata a un angolo di 120°, per cui il colore verde è rappresentato dalla terna (120°; 100%; 100%), dove la saturazione e il valore del colore sono entrambi al loro valore massimo (100%).

### HSL
Nella codifica HSL (tonalità, saturazione e luminosità), la tonalità del colore verde è associata a un angolo di 120°, per cui il colore verde è rappresentato dalla terna (120°; 100%; 50%), dove la saturazione del colore è al loro valore massimo (100%), mentre la luminosità è al valore medio (50%).

### In HTML
In HTML, i colori possono essere rappresentati attraverso un codice esadecimale che corrisponde al codice RGB del colore. Inoltre ad alcuni di questi colori sono associati dei nomi che possono essere utilizzati in sostituzione del codice esadecimale, al fine di facilitarne la memorizzazione.
In HTML il colore identificato con il nome inglese "green" (verde) rappresenta una particolare tonalità di verde, ovvero quella che corrisponde al codice esadecimale #008000. Tale verde non va confuso con il verde primario della codifica RGB, che è rappresentato invece dalla terna RGB (0; 255; 0) e dal corrispondente codice esadecimale #00FF00.
Di seguito sono indicati i nomi dei "colori verdi" riconosciuti da tutti i browser moderni:
| Rappresentazione | Nome              | Codice esadecimale |
| ---------------- | ----------------- | ------------------ |
|                  | GreenYellow       | #ADFF2F            |
|                  | Chartreuse        | #7FFF00            |
|                  | LawnGreen         | #7CFC00            |
|                  | Lime              | #00FF00            |
|                  | LimeGreen         | #32CD32            |
|                  | PaleGreen         | #98FB98            |
|                  | LightGreen        | #90EE90            |
|                  | MediumSpringGreen | #00FA9A            |
|                  | SpringGreen       | #00FF7F            |
|                  | MediumSeaGreen    | #3CB371            |
|                  | SeaGreen          | #2E8B57            |
|                  | ForestGreen       | #228B22            |
|                  | Green             | #008000            |
|                  | DarkGreen         | #006400            |
|                  | OliveDrab         | #6B8E23            |
|                  | DarkOliveGreen    | #556B2F            |

### Pantone
Il sistema Pantone è stato messo a punto negli anni cinquanta per poter classificare i colori e "tradurli" nel sistema di stampa a quadricromia CMYK grazie a un codice arbitrario composto da due campi, nel primo dei quali può essere presente una parola (ad esempio "RED" -rosso-) o un numero di due cifre che si riferisce alla famiglia di appartenenza.
Dal 2000, il Pantone Color Institute dichiara un particolare colore all'anno detto "Color of the Year". Quelli che seguono sono le sfumature di verde a cui è stato assegnato il titolo di "Colore dell'anno":

## Combinazioni con altri colori
Nell'ambito del web, miscelando miscelazione sottrattiva il colore "verde" (inteso come colore la cui codifica esadecimale è #00FF00) con altri colori, si ottengono le seguenti combinazioni:
| Verde (#00FF00) | + | Bianco (#FFFFFF) | = | Verde chiaro (#80ff80)         |
| Verde (#00FF00) | + | Nero (#000000)   | = | Verde scuro (#008000)          |
| Verde (#00FF00) | + | Giallo (#FFFF00) | = | Verde limone (#80ff00)         |
| Verde (#00FF00) | + | Blu (#0000FF)    | = | Verde acqua/turchese (#008080) |
| Verde (#00FF00) | + | Rosso (#FF0000)  | = | Verde oliva (#808000)          |

Le combinazioni della tabella precedente sono valide solo "a video" e i colori risultanti sono ottenuti a partire dal codice del colore, ovvero attraverso un procedimento matematico da cui si ottiene il codice del colore che è la combinazione "teorica" dei primi due colori.
Nel caso della pittura, della stampa e in altri ambiti in cui il colore rosso non è ottenuto su uno schermo elettronico, bensì attraverso l'utilizzo di un pigmento o colorante, il colore che ne risulta può essere più o meno differente a seconda delle sostanze utilizzate, dal supporto e della proporzione dei due colori iniziali. Ad esempio, nel caso dei colori a olio, la combinazione di un pigmento verde e di un pigmento rosso fornisce un colore piuttosto scuro, ovvero il pigmento rosso "predomina" sul verde, così come avviene in generale miscelando un pigmento chiaro con uno più scuro, per cui, a meno che non si voglia dipingere un quadro molto scuro, si tenderà a utilizzare una quantità maggiore di pigmenti chiari e una quantità minore di pigmenti scuri. Inoltre il cosiddetto gamut di uno schermo elettronico (ovvero l'insieme dei colori che lo schermo è in grado di produrre) è molto differente dall'insieme di colori che possono essere rappresentati nella pittura o in altre tecniche, per cui il colore "verde" o altri colori visualizzati su uno schermo saranno differenti dagli stessi colori rappresentati con altre tecniche.
La miscelazione del verde con gli altri colori fornisce dei risultati differenti da quelli indicati sopra nel caso in cui si utilizzino tecniche di miscelazione additiva (ad esempio combinando tra loro due fasci di luce di due colori).

## Simbolismo

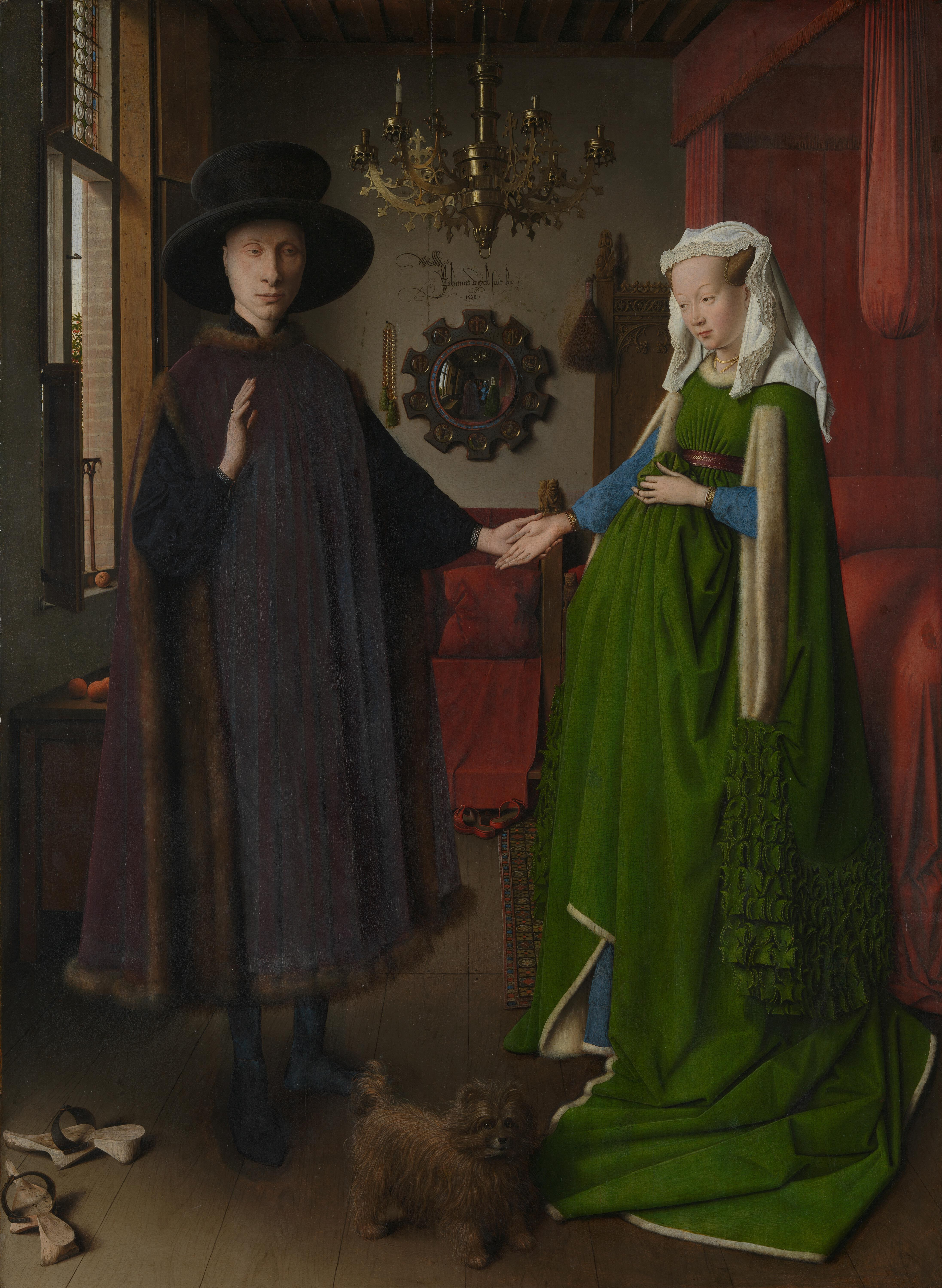
Nel Ritratto dei coniugi Arnolfini la moglie, innamorata e incinta, indossa una pellanda verde.

Il verde è uno dei colori dal significato simbolico più complesso e stratificato, perfino contraddittorio, derivato dal fatto che il verde naturale (e al suo interno, il verde vegetale e il verde animale) e il verde artificiale hanno storicamente valori del tutto opposti. In passato il colore verde era attribuito al diavolo.
Il verde naturale è storicamente abbinato al ciclo delle stagioni e in particolare alla primavera, periodo di rinascita della vegetazione. Per questo motivo fin dai tempi antichi il verde è stato considerato come un colore sacro, emanazione della creazione divina e quindi venerato, ma proprio per questo non accettabile se non in natura, e anche in quel caso contestabile perché le piante verdi hanno valore positivo mentre gli animali verdi (rettili, insetti, anfibi) negativo. Nel Medioevo il verde era il colore della natura, della nascita, dei cicli naturali e dell'amore giovanile, ma per questi stessi motivi era considerato anche un colore volubile, incostante e non durevole.
Il verde artificiale conferma gli stereotipi di diffidenza e incostanza attribuiti al verde naturale. Il colore è stato per millenni estremamente difficile da produrre e da fissare per usi pratici (come colorante per le stoffe, pittura sui materiali, eccetera) fino alle innovazioni industriali del XIX secolo che hanno permesso di sintetizzarlo chimicamente. Nonostante ciò, la tossicità di alcune tinte verdi a base di arsenico e la tendenza a sbiadire o cambiare colore della stoffa verde lo hanno reso per secoli un colore infido e mortale, spesso abbinato al diavolo e alla stregoneria.
Contemporaneamente, il verde possiede anche numerosi valori positivi come la speranza e la salvezza, poiché la medicina utilizza storicamente erbe verdi per preparare i farmaci. Il verde rappresenta anche tranquillità e riposo, qualità storicamente accertate che la medicina moderna ha spiegato con la minore fatica compiuta dall'occhio umano per vederlo rispetto ad altri colori. Infine, il verde indica libertà: lo storico Michel Pastoureau spiega questa simbologia in quanto il rosso, suo opposto, è stato collegato in tutta Europa alla nobiltà e alle classi dirigenti fin dai tempi delle toghe porpora degli antichi romani, mentre invece il popolo minuto e i contadini hanno indossato per millenni abiti verdi tinti in maniera economica con vegetali; per questo motivo i moti sociali iniziati con la rivoluzione francese e proseguiti nel XIX secolo hanno visto nel verde il colore anti-potere e anti-regime per antonomasia. Il significato di libertà si è poi allargato a indicare consenso, assenso e "via libera", come nel caso del semaforo stradale.

### Nella letteratura
- Nel Purgatorio di Dante Alighieri il verde è simbolo della speranza.
- Il miglio verde, romanzo di Stephen King

### Nel cinema
- Il miglio verde, film del 1999
- Green Book, film del 2018

### Nella musica
- Verde è stata la sigla dello sceneggiato televisivo Quaranta giorni di libertà, di Leandro Castellani
- Green, Green Grass of Home, canzone cantata da diversi artisti tra cui Elvis Presley
- I Green Day sono un gruppo musicale punk della California
- Il gruppo musicale Buio Pesto ha realizzato una canzone intitolata "Verde"[29]
- Il gruppo musicale Latte & i Suoi Derivati ha realizzato una canzone intitolata "Verde"[30]
- L'album Brat della cantante Charli XCX ha utilizzato uno sfondo verde acido e una scritta nera in stile Glitch art per rappresentare lo spirito abrasivo delle "ragazzacce" ribelli della Gen Z in opposizione al bianco e ai colori pastello che hanno caratterizzato la moda parallela e antitetica di Taylor Swift e di altre cantanti simili.

### In politica

Stemma dei Verdi Australiani (The Greens), partito politico ambientalista australiano.

- Formazioni politiche ambientaliste, denominatesi "verdi", sono comparse in gran parte dei Paesi europei (a partire dalla Repubblica Federale Tedesca dalla fine degli anni settanta). Dove queste formazioni si alleano con partiti più decisamente "di sinistra" (rossi), si parla di un'alleanza rossoverde.
- A partire dal 1996, il colore verde è stato adottato anche dalla formazione politica italiana Lega Nord, che intendeva così rivendicare l’identità celtica degli abitanti della pianura padana.

### In araldica
Nella rappresentazione monocromatica è simboleggiato da linee parallele diagonali inclinate a 45° e dirette dall'angolo superiore destro dello scudo (a sinistra per l'osservatore) verso l'angolo inferiore sinistro (alla destra dell'osservatore). Nell'araldica francese e spagnola ha il nome di Sinople.

### Festività, religione, e vessillologia
- Un particolare tonalità di colore verde, chiamata "verde trifoglio" (Pantone 347,[31] usato nella bandiera dell'Irlanda) è associata alla festa di san Patrizio (patrono d'Irlanda), che si celebra in occasione del 17 marzo. In passato, durante questa festività, il fiume Hudson a New York veniva tinto di verde.
- Il "verde Islam" (codifica esadecimale: #009900) è la gradazione di verde tradizionale per i paesi musulmani e usata nella bandiera dell'Organizzazione della Conferenza Islamica. Il verde simboleggia l'Islam perché questo colore rappresenta il paradiso (che è la parola in lingua persiana che significa giardino): perciò la tribù del profeta Maometto aveva uno stendardo verde. Quasi tutti i paesi islamici usano questo colore nelle proprie bandiere: per alcune è quello predominante come nella bandiera dell'Arabia Saudita, la bandiera della Mauritania o la bandiera del Turkmenistan); per altre è presente una banda verde (come la bandiera del Pakistan, bandiera dell'Algeria, bandiera della Libia, afghana e iraniana) o almeno un elemento di questo colore (come il pentagramma verde sulla bandiera del Marocco, la scritta araba sulla bandiera dell'Iraq, un triangolo sulla bandiera del Sudan). Lo stesso colore è distintivo di organizzazioni come Hamas e Fratelli Musulmani.
- Nei conflitti religiosi ed etnici che hanno tormentato la storia irlandese, il verde è associato alla fazione cattolica e alla cultura celtica; per contro, l'arancione rappresentava la fazione protestante, di origine britannica.
- Il verde e l'oro sono, dal 19 aprile 1984, i colori ufficiali dell'Australia, di cui costituiscono anche un simbolo nazionale.[32]
- Nel Rito romano riformato da papa Paolo VI nel 1969, i paramenti liturgici di colore verde sono utilizzati nelle Domeniche e Ferie del Tempo ordinario.[33] Nel Rito ambrosiano il colore verde indica invece le Domeniche e Ferie del Tempo dopo l'Epifania (dal lunedì seguente al Battesimo di Gesù fino alla Quaresima) e le Domeniche e Ferie del Tempo dopo la Dedicazione della Cattedrale fino all'Avvento, mentre nel rito bizantino è utilizzato durante la Domenica delle palme, la Pentecoste e le Feste dei Santi Venerabili.

Bandiera dell'Irlanda
Bandiera dell'Arabia Saudita
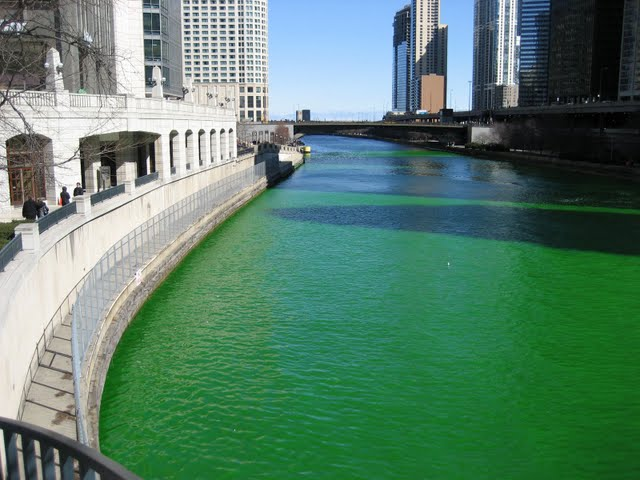
Il fiume Chicago tinto di verde il giorno di san Patrizio

### Nella segnaletica
- Il colore verde è utilizzato nei semafori stradali per indicare la possibilità di attraversare la strada, in contrasto con il rosso, che indica l'obbligo di fermarsi.
- Nei segnali di indicazione nella segnaletica verticale italiana e di altri paesi, i segnali di colore verde indicano le autostrade.
- Nella segnaletica di sicurezza, il colore verde è utilizzato per indicare i percorsi di sicurezza e molti dispositivi da utilizzare in caso di emergenza (tranne quelli antincendio, indicati in rosso); sono quindi indicate in verde le uscite di sicurezza, i maniglioni antipanico, le scritte sulle porte "spingere" e "tirare", le indicazioni delle aree sicure, le docce di emergenza, ecc.

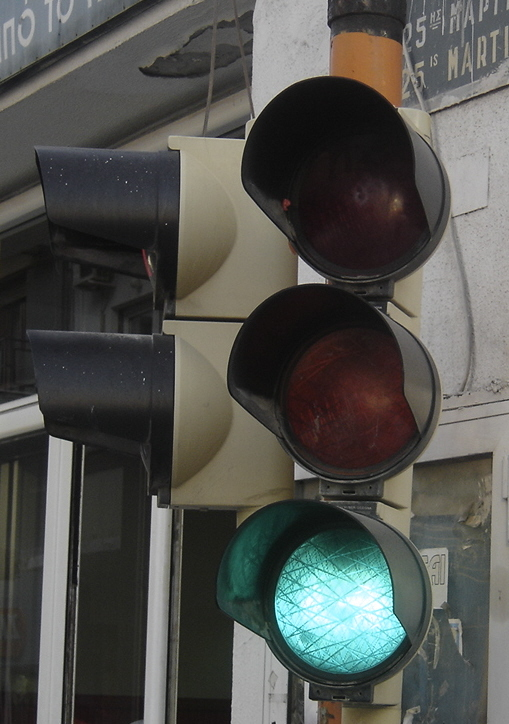
Un semaforo con la luce verde accesa in Grecia
Segnale di un'autostrada
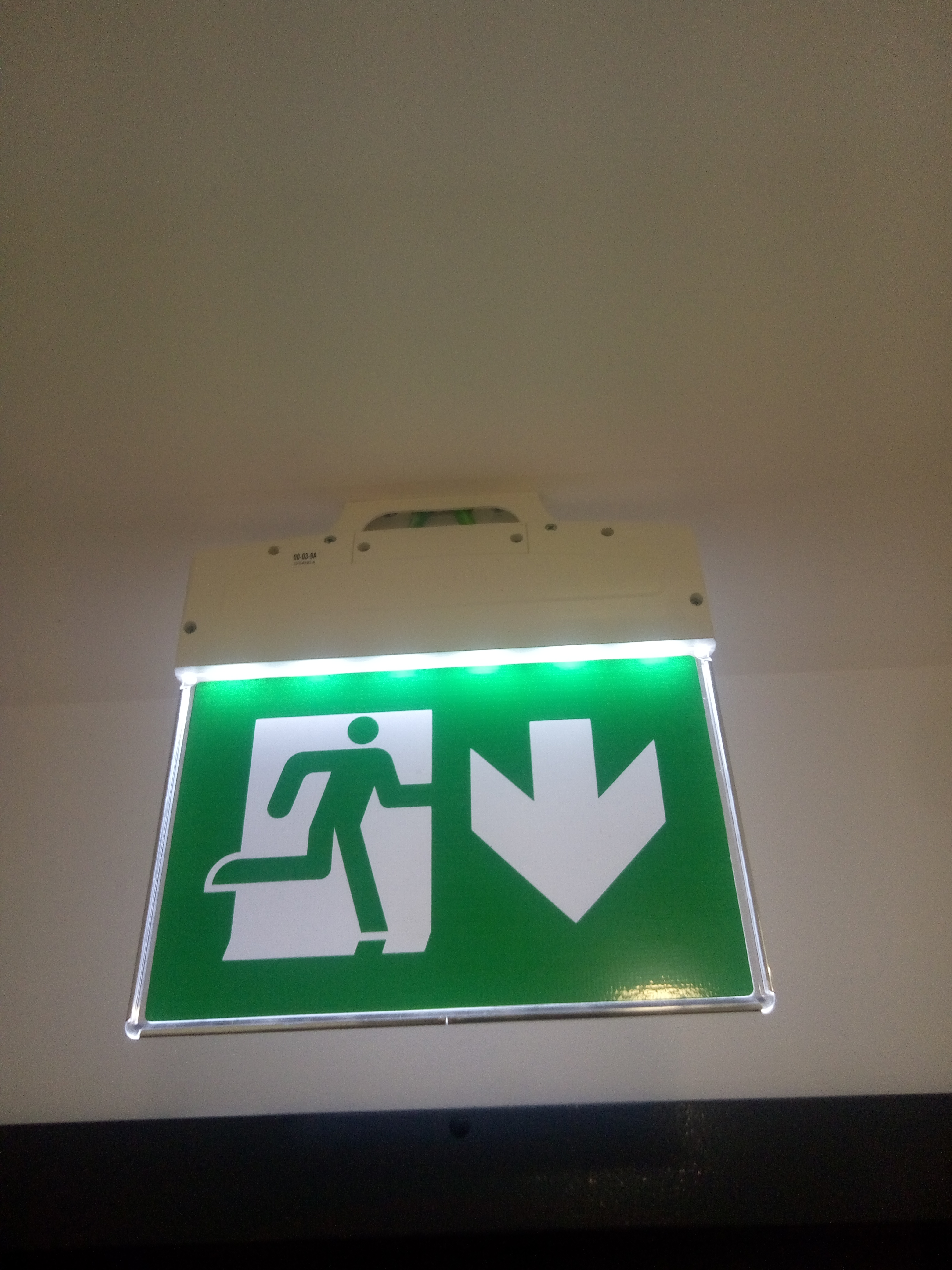
Segnale per indicare un'uscita di sicurezza
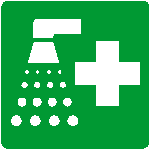
Segnale di una doccia di emergenza

### Nello sport
- Il verde è il colore della nazionale irlandese di calcio ed è anche indossato da squadre britanniche che si identificano con la popolazione d'origine irlandese e cattolica: ad esempio il Celtic o il Belfast Celtic. Per la stessa ragione, il verde è il colore della squadra di pallacanestro americana dei Boston Celtics.
- Il colore verde viene utilizzato in molte arti marziali per distinguere il grado di uno sportivo rispetto agli altri gradi. Il grado di una "cintura verde" è più o meno elevato a seconda della particolare disciplina.

### Nella cromoterapia
Nella cromoterapia il verde è conosciuto come rinfrescante, lenitivo, calmante, rilassante, sia dal punto di vista fisico che mentale. Agisce sul sistema nervoso simpatico e libera la tensione nei vasi sanguigni, pertanto può ridurre la pressione. La cromoterapia usa il verde (nei bagni di luce e nelle visualizzazioni) per trattare vari squilibri: asma, ipertensione, cardiopatie, esaurimento, emorroidi, febbre da fieno, epatopatie, malattie nervose, insonnia, irritabilità.

### Altre simbologie

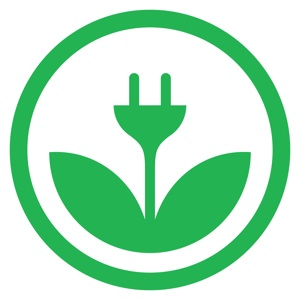
Il marchio ecologico EKOenergy, utilizzato per certificare energia elettrica prodotta in maniera sostenibile, utilizza il verde per richiamare il concetto di sostenibilità ambientale.

- Il colore verde dell'erba e delle foglie è spesso associato con la natura e l'ambientalismo. Ad esempio il verde compare nel nome dell'organizzazione Greenpeace (in inglese, "pace verde"), un'organizzazione non governativa ambientalista. In questo senso, il termine "verde" viene spesso associato a branche o argomenti dell'ecologia o a favore dell'ambiente (o definiti tali in maniera più o meno impropria), come l'economia verde, i certificati verdi, il marketing verde, la benzina verde, la rivoluzione verde, e così via.
- La Groenlandia in inglese è chiamata "Greenland" ("terra verde"); tale significato corrisponde al nome originale (Grœnland) datogli da Erik il Rosso nella speranza che attraesse più immigrati.[34][35][36]

## Nel lessico
- Di quanti sanno ben coltivare le piante si dice che abbiano il "pollice verde".
- Il verde della natura in primavera ha fatto sì che il colore fosse associato alla giovinezza: vedi ad esempio espressioni come anni verdi.[37]
- La gelosia è definita nella lingua inglese "il mostro dagli occhi verdi", definizione proveniente dall'Otello di William Shakespeare.
- Una persona invidiosa viene talvolta descritta "verde d'invidia". Più in generale, si utilizza il modo di dire "verde come un aglio" o "verde di bile" per riferirsi al cambio di colore della pelle come conseguenza di rabbia, invidia o altro.[38]
- Il denaro viene a volte identificato con il colore verde, a causa del colore verde dei dollari (talvolta chiamati "verdoni" nel gergo cinematografico dei gangster). Al contrario, "essere al verde" significa "rimanere senza un soldo".